# Список птахів Китайської Народної Республіки
Це перелік видів птахів, зафіксованих на території Китайської Народної Республіки. Авіфауна КНР налічує загалом 1421 вид, з яких 59 видів є ендемічними, 2 види були інтродуковані людьми. 108 видів перебувають під загрозою глобального вимирання.

## Позначки
Наступні теги використані для виділення деяких категорій птахів.
- (А) Випадковий — вид, який рідко або випадково трапляється в КНР
- (Е) Ендемічий — вид, який є ендеміком КНР
- (I) Інтродукований — вид, завезений до КНР як наслідок, прямих чи непрямих людських дій
- (Ex) Локально вимерлий — вид, який більше не трапляється в КНР, хоча його популяції існують в інших місцях

## Гусеподібні(Anseriformes)
Родина: Качкові (Anatidae)

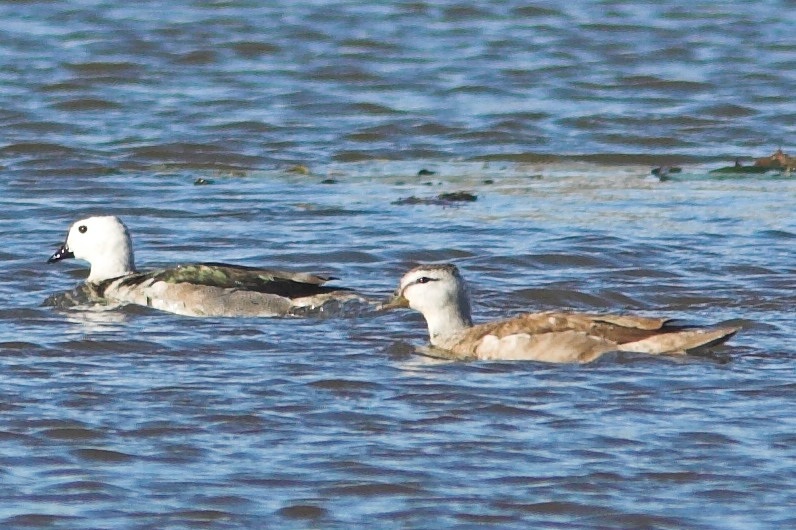
Чирянка-крихітка індійська (Nettapus coromandelianus)

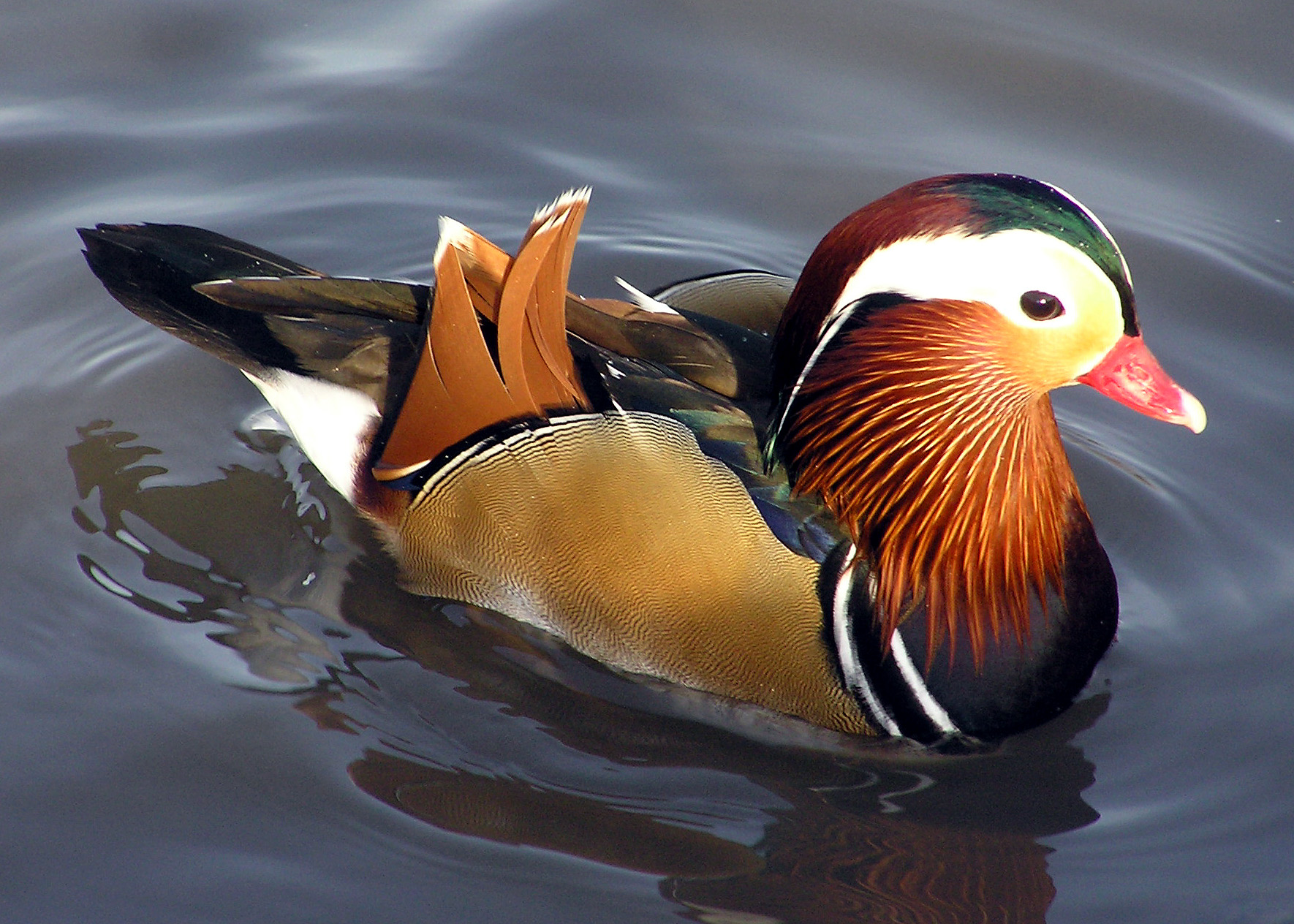
Мандаринка (Aix galericulata)

- Свистач індійський, Dendrocygna javanica
- Гуска гірська, Anser indicus
- Гуска біла, Anser caerulescens (A)
- Гуска сіра, Anser anser
- Гуска китайська, Anser cygnoides
- Гуска білолоба, Anser albifrons
- Гуска мала, Anser erythropus
- Гуменник великий, Anser fabalis
- Anser serrirostris
- Казарка чорна, Branta bernicla
- Казарка білощока, Branta leucopsis (A)
- Казарка мала, Branta hutchinsii (A)
- Казарка канадська, Branta canadensis(A)
- Казарка червоновола, Branta ruficollis (A)
- Лебідь-шипун, Cygnus olor
- Лебідь чорнодзьобий, Cygnus columbianus
- Лебідь-кликун, Cygnus cygnus
- Качка шишкодзьоба, Sarkidiornis melanotos
- Огар рудий, Tadorna ferruginea
- Галагаз звичайний, Tadorna tadorna
- Чирянка-крихітка індійська, Nettapus coromandelianus
- Мандаринка, Aix galericulata
- Чирянка-квоктун, Sibirionetta formosa
- Чирянка велика, Spatula querquedula
- Широконіска північна, Spatula clypeata
- Нерозень, Mareca strepera
- Качка далекосхідна, Mareca falcata
- Свищ євразійський, Mareca penelope
- Свищ американський, Mareca americana (A)
- Крижень чорний, Anas poecilorhyncha
- Крижень китайський, Anas zonorhyncha
- Крижень звичайний, Anas platyrhynchos
- Шилохвіст північний, Anas acuta
- Чирянка мала, Anas crecca
- Чирянка вузькодзьоба, Marmaronetta angustirostris (A)
- Чернь червонодзьоба, Netta rufina
- Попелюх довгодзьобий, Aythya valisineria (A)
- Попелюх звичайний, Aythya ferina
- Чернь білоока, Aythya nyroca
- Чернь зеленоголова, Aythya baeri
- Чернь чубата, Aythya fuligula
- Чернь морська, Aythya marila
- Пухівка мала, Polysticta stelleri (A)
- Каменярка, Histrionicus histrionicus
- Турпан білокрилий, Melanitta fusca
- Турпан азійський, Melanitta stejnegeri
- Синьга американська, Melanitta americana (A)
- Морянка, Clangula hyemalis
- Гоголь зеленоголовий, Bucephala clangula
- Крех малий, Mergellus albellus
- Крех великий, Mergus merganser
- Крех середній, Mergus serrator
- Крех китайський, Mergus squamatus
- Савка білоголова, Oxyura leucocephala

## Куроподібні(Galliformes)
Родина: Фазанові (Phasianidae)

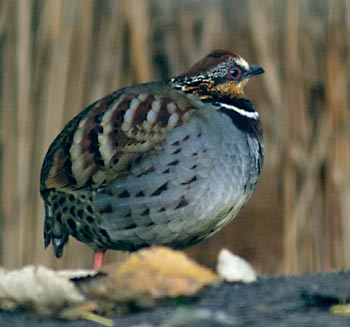
Куріпка білолоба (Arborophila gingica)

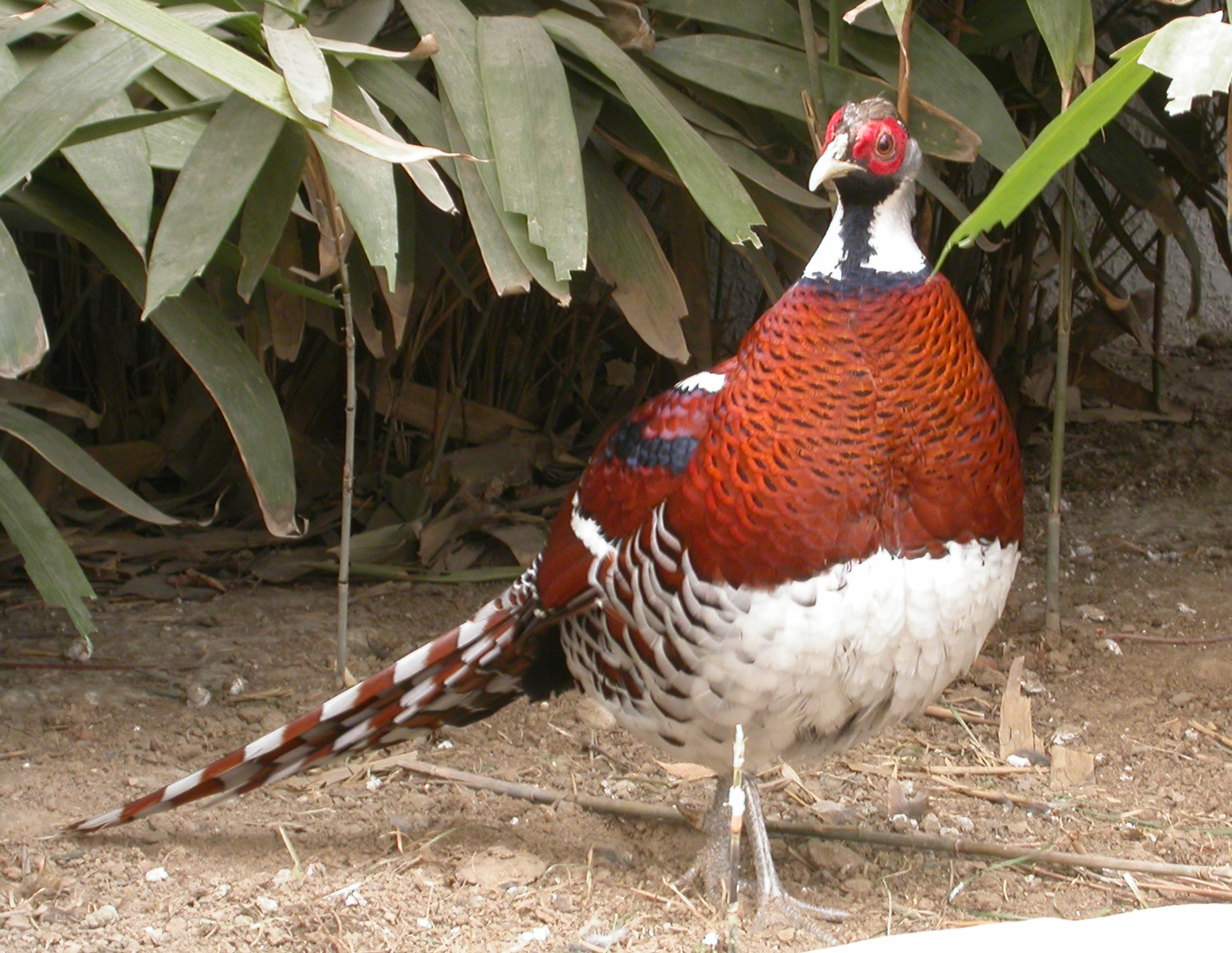
Мікадо білошиїй (Syrmaticus ellioti)

- Куріпка чагарникова, Arborophila torqueola
- Куріпка сичуанська, Arborophila rufipectus (E)
- Куріпка рудогруда, Arborophila mandellii
- Куріпка білолоба, Arborophila gingica (E)
- Куріпка непальська, Arborophila rufogularis
- Куріпка білощока, Arborophila atrogularis
- Куріпка хайнанська, Arborophila ardens (E)
- Куріпка буровола, Arborophila brunneopectus
- Куріпка зеленонога, Tropicoperdix chloropus
- Павич синьокрилий, Pavo muticus
- Віялохвіст гайнанський, Polyplectron katsumatae (E)
- Віялохвіст сірий, Polyplectron bicalcaratum
- Перепілка китайська, Synoicus chinensis
- Перепілка японська, Coturnix japonica
- Перепілка звичайна, Coturnix coturnix
- Кеклик кремовогорлий, Alectoris chukar
- Кеклик китайський, Alectoris magna (E)
- Улар алтайський, Tetraogallus altaicus
- Улар тибетський, Tetraogallus tibetanus
- Улар гімалайський, Tetraogallus himalayensis
- Турач китайський, Francolinus pintadeanus
- Куріпка бамбукова, Bambusicola fytchii
- Куріпка китайська, Bambusicola thoracicus (E)
- Курка банківська, Gallus gallus
- Ітагін, Ithaginis cruentus
- Монал гімалайський, Lophophorus impejanus
- Монал білогузий, Lophophorus sclateri
- Монал китайський, Lophophorus lhuysii (E)
- Куріпка сніжна, Lerwa lerwa
- Кундик плямистогрудий, Tetraophasis obscurus (E)
- Кундик жовтогорлий, Tetraophasis szechenyii
- Трагопан чорноголовий, Tragopan melanocephalus
- Трагопан-сатир, Tragopan satyra
- Трагопан сірогрудий, Tragopan blythii
- Трагопан синьогорлий, Tragopan temminckii
- Трагопан плямистий, Tragopan caboti (E)
- Мікадо китайський, Syrmaticus reevesii (E)
- Мікадо білошиїй, Syrmaticus ellioti (E)
- Мікадо бірманський, Syrmaticus humiae
- Фазан золотий, Chrysolophus pictus (E)
- Фазан алмазний, Chrysolophus amherstiae
- Фазан звичайний, Phasianus colchicus
- Фазан-вухань тибетський, Crossoptilon harmani
- Фазан-вухань білий, Crossoptilon crossoptilon (E)
- Фазан-вухань бурий, Crossoptilon mantchuricum (E)
- Фазан-вухань сизий, Crossoptilon auritum (E)
- Лофур сріблястий, Lophura nycthemera
- Лофур непальський, Lophura leucomelanos
- Куріпка сіра, Perdix perdix
- Куріпка даурська, Perdix dauurica
- Куріпка тибетська, Perdix hodgsoniae
- Коклас, Pucrasia macrolopha
- Глушець чорнодзьобий, Tetrao urogalloides
- Глушець білодзьобий, Tetrao urogallus
- Тетерук євразійський, Lyrurus tetrix
- Орябок лісовий, Tetrastes bonasia
- Орябок китайський, Tetrastes sewerzowi (E)
- Дикуша чорна, Falcipennis falcipennis
- Куріпка біла, Lagopus lagopus
- Куріпка тундрова, Lagopus muta

## Фламінгоподібні(Phoenicopteriformes)
Родина: Фламінгові (Phoenicopteridae)
- Фламінго рожевий, Phoenicopterus roseus (A)

## Пірникозоподібні(Podicipediformes)
Родина: Пірникозові (Podicipedidae)
- Пірникоза мала, Tachybaptus ruficollis
- Пірникоза червоношия, Podiceps auritus
- Пірникоза сірощока, Podiceps grisegena
- Пірникоза велика, Podiceps cristatus
- Пірникоза чорношия, Podiceps nigricollis

## Голубоподібні(Columbiformes)
Родина: Голубові (Columbidae)
- Голуб сизий, Columba livia
- Голуб скельний, Columba rupestris
- Голуб білоспинний, Columba leuconota
- Голуб-синяк, Columba oenas
- Голуб бурий, Columba eversmanni
- Припутень, Columba palumbus
- Columba hodgsonii
- Голуб непальський, Columba pulchricollis
- Columba punicea (Ex?)
- Columba janthina
- Горлиця звичайна, Streptopelia turtur
- Горлиця велика, Streptopelia orientalis
- Горлиця садова, Streptopelia decaocto
- Streptopelia tranquebarica
- Горлиця китайська, Spilopelia chinensis
- Горлиця мала, Spilopelia senegalensis
- Горлиця смугастохвоста, Macropygia unchall
- Горлиця яванська, Macropygia ruficeps
- Chalcophaps indica
- Вінаго зеленолобий, Treron bicinctus
- Вінаго світлоголовий, Treron phayrei
- Вінаго індокитайський, Treron curvirostra
- Вінаго жовтошиїй, Treron phoenicopterus
- Вінаго білочеревий, Treron seimundi (A)
- Вінаго гострохвостий, Treron apicauda
- Вінаго клинохвостий, Treron sphenurus
- Вінаго японський, Treron sieboldii
- Вінаго тайванський, Treron formosae
- Тілопо чорногорлий, Ptilinopus leclancheri (A)
- Пінон малазійський, Ducula aenea
- Пінон гірський, Ducula badia

## Рябкоподібні(Pterocliformes)
Родина: Рябкові (Pteroclidae)
- Саджа тибетська, Syrrhaptes tibetanus
- Саджа звичайна, Syrrhaptes paradoxus
- Рябок чорночеревий, Pterocles orientalis

## Дрохвоподібні(Otidiformes)
Родина: Дрохвові (Otididae)
- Дрохва євразійська, Otis tarda
- Джек східний, Chlamydotis macqueenii
- Хохітва, Tetrax tetrax

## Зозулеподібні(Cuculiformes)
Родина: Зозулеві (Cuculidae)

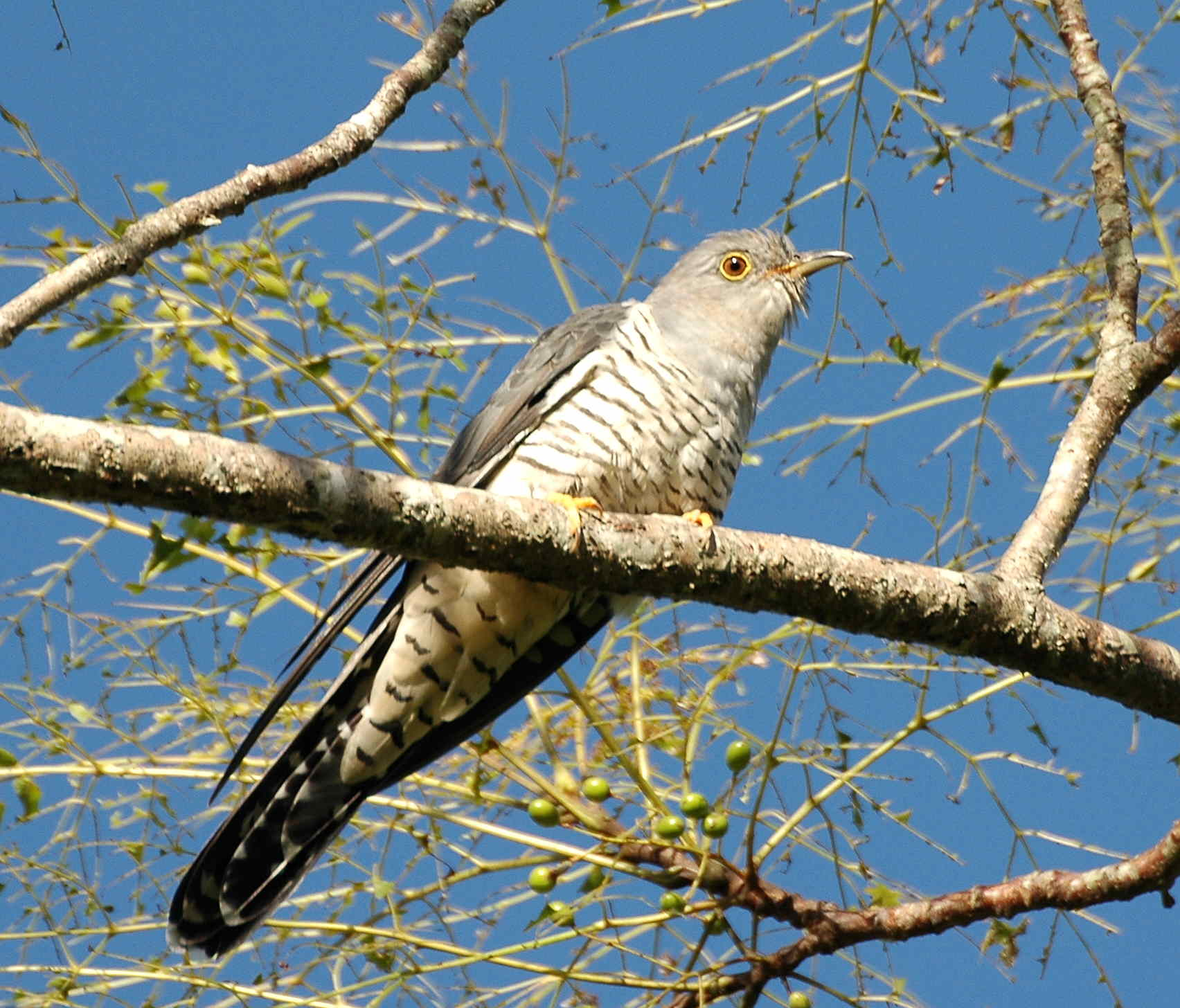
Зозуля глуха (Cuculus optatus)

- Коукал рудокрилий, Centropus sinensis
- Коукал малий, Centropus bengalensis
- Кокиль, Phaenicophaeus tristis
- Зозуля каштановокрила, Clamator coromandus
- Зозуля строката, Clamator jacobinus
- Eudynamys scolopacea
- Дідрик смарагдовий, Chrysococcyx maculatus
- Дідрик фіолетовий, Chrysococcyx xanthorhynchus
- Кукавка смугаста, Cacomantis sonneratii
- Кукавка сіровола, Cacomantis merulinus
- Зозуля-дронго вилохвоста, Surniculus dicruroides
- Зозуля-дронго азійська, Surniculus lugubris
- Зозуля велика, Hierococcyx sparverioides
- Зозуля рудовола, Hierococcyx hyperythrus
- Зозуля індокитайська, Hierococcyx nisicolor
- Зозуля мала, Cuculus poliocephalus
- Зозуля короткокрила, Cuculus micropterus
- Зозуля глуха, Cuculus saturatus
- Зозуля звичайна, Cuculus canorus
- Зозуля сибірська, Cuculus optatus

## Дрімлюгоподібні(Caprimulgiformes)
Родина: Білоногові (Podargidae)
- Корнудо довгохвостий, Batrachostomus hodgsoni

Родина: Дрімлюгові (Caprimulgidae)
- Ночнар південний, Lyncornis macrotis
- Дрімлюга маньчжурський, Caprimulgus jotaka
- Дрімлюга звичайний, Caprimulgus europaeus
- Дрімлюга буланий, Caprimulgus aegyptius
- Дрімлюга великохвостий, Caprimulgus macrurus
- Дрімлюга савановий, Caprimulgus affinis

## Серпокрильцеподібні(Apodiformes)
Родина: Серпокрильцеві (Apodidae)
- Колючохвіст білогорлий, Hirundapus caudacutus
- Колючохвіст бурогорлий, Hirundapus cochinchinensis (A)
- Салангана гімалайська, Aerodramus brevirostris
- Салангана малазійська, Aerodramus maximus
- Салангана сундайська, Aerodramus fuciphagus
- Салангана калімантанська, Aerodramus germani
- Серпокрилець білочеревий, Apus melba (A)
- Серпокрилець чорний, Apus apus
- Серпокрилець сибірський, Apus pacificus
- Серпокрилець тибетський, Apus salimalii
- Серпокрилець асамський, Apus leuconyx
- Серпокрилець таїландський, Apus cooki
- Серпокрилець гімалайський, Apus acuticauda (A)
- Серпокрилець непальський, Apus nipalensis
- Серпокрилець південноазійський, Cypsiurus balasiensis

Родина: Клехові (Hemiprocnidae)
- Клехо індійський, Hemiprocne coronata

## Журавлеподібні(Gruiformes)
Родина: Пастушкові (Rallidae)
- Пастушок водяний, Rallus aquaticus
- Пастушок східний, Rallus indicus
- Деркач лучний, Crex crex
- Пастушок рудоголовий, Lewinia striata
- Погонич звичайний, Porzana porzana
- Курочка водяна, Gallinula chloropus
- Лиска звичайна, Fulica atra
- Султанка сіроголова, Porphyrio poliocephalus
- Курочка рогата, Gallicrex cinerea
- Багновик білогрудий, Amaurornis phoenicurus
- Погонич білобровий, Poliolimnas cinereus (A)
- Погонич червононогий, Rallina fasciata  (A)
- Погонич сіроногий, Rallina eurizonoides
- Погонич індійський, Zapornia fusca
- Погонич далекосхідний, Zapornia paykullii
- Багновик бурий, Zapornia akool
- Погонич малий, Zapornia parva
- Погонич-крихітка, Zapornia pusilla
- Багновик чорнохвостий, Zapornia bicolor
- Погонич-пігмей уссурійський, Coturnicops exquisitus

Родина: Журавлеві (Gruidae)
- Журавель степовий, Anthropoides virgo
- Журавель білий, Leucogeranus leucogeranus
- Журавель канадський, Antigone canadensis (A)
- Журавель індійський,  Antigone antigone
- Журавель даурський, Antigone vipio
- Журавель сірий, Grus grus
- Журавель чорний, Grus monacha
- Журавель чорношиїй, Grus nigricollis
- Журавель японський, Grus japonensis

## Сивкоподібні(Charadriiformes)
Родина: Лежневі (Burhinidae)
- Лежень степовий, Burhinus oedicnemus
- Лежень великий, Esacus recurvirostris

Родина: Чоботарові (Recurvirostridae)
- Кулик-довгоніг чорнокрилий, Himantopus himantopus
- Чоботар синьоногий, Recurvirostra avosetta

Родина: Серподзьобові (Ibidorhynchidae)
- Серподзьоб, Ibidorhyncha struthersii

Родина: Куликосорокові (Haematopodidae)
- Кулик-сорока євразійський, Haematopus ostralegus

Родина: Сивкові (Charadriidae)
- Сивка морська, Pluvialis squatarola
- Сивка звичайна, Pluvialis apricaria (A)
- Сивка бурокрила, Pluvialis fulva
- Чайка чубата, Vanellus vanellus
- Чайка річкова, Vanellus duvaucelii
- Чайка сіра, Vanellus cinereus
- Чайка індійська, Vanellus indicus
- Чайка степова, Vanellus gregarius (A) (Ex?)
- Чайка білохвоста, Vanellus leucurus (A)
- Пісочник монгольський, Charadrius mongolus
- Пісочник товстодзьобий, Charadrius leschenaultii
- Пісочник каспійський, Charadrius asiaticus
- Пісочник морський, Charadrius alexandrinus
- Charadrius dealbatus
- Пісочник великий, Charadrius hiaticula
- Пісочник канадський, Charadrius semipalmatus
- Пісочник усурійський, Charadrius placidus
- Пісочник малий, Charadrius dubius
- Пісочник довгоногий, Charadrius veredus
- Хрустан євразійський, Charadrius morinellus

Родина: Мальованцеві (Rostratulidae)
- Мальованець афро-азійський, Rostratula benghalensis

Родина: Яканові (Jacanidae)
- Якана довгохвоста, Hydrophasianus chirurgus
- Якана білоброва, Metopidius indicus (A)

Родина: Баранцеві (Scolopacidae)
- Кульон середній, Numenius phaeopus
- Кульон-крихітка, Numenius minutus
- Кульон східний, Numenius madagascariensis
- Кульон великий, Numenius arquata
- Грицик малий, Limosa lapponica
- Грицик великий, Limosa limosa
- Крем'яшник звичайний, Arenaria interpres
- Побережник великий, Calidris tenuirostris
- Побережник ісландський, Calidris canutus
- Брижач, Calidris pugnax
- Побережник болотяний, Calidris falcinellus
- Побережник гострохвостий, Calidris acuminata
- Побережник червоногрудий, Calidris ferruginea
- Побережник білохвостий, Calidris temminckii
- Побережник довгопалий, Calidris subminuta
- Лопатень, Calidris pygmeus
- Побережник рудоголовий, Calidris ruficollis
- Побережник білий, Calidris alba
- Побережник чорногрудий, Calidris alpina
- Побережник берингійський, Calidris ptilocnemis (A)
- Побережник малий, Calidris minuta
- Побережник білогрудий, Calidris fuscicollis (A)
- Побережник арктичний, Calidris melanotos (A)
- Побережник аляскинський, Calidris mauri (A)
- Неголь азійський, Limnodromus semipalmatus
- Неголь довгодзьобий, Limnodromus scolopaceus (A)
- Баранець малий, Lymnocryptes minimus
- Слуква лісова, Scolopax rusticola
- Баранець-самітник, Gallinago solitaria
- Баранець японський, Gallinago hardwickii (A)
- Баранець гімалайський, Gallinago nemoricola
- Баранець звичайний, Gallinago gallinago
- Баранець азійський, Gallinago stenura
- Баранець лісовий, Gallinago megala
- Мородунка, Xenus cinereus
- Плавунець круглодзьобий, Phalaropus lobatus
- Плавунець плоскодзьобий, Phalaropus fulicarius (A)
- Набережник палеарктичний, Actitis hypoleucos
- Коловодник лісовий, Tringa ochropus
- Коловодник попелястий, Tringa brevipes
- Коловодник чорний, Tringa erythropus
- Коловодник великий, Tringa nebularia
- Коловодник охотський, Tringa guttifer
- Коловодник ставковий, Tringa stagnatilis
- Коловодник болотяний, Tringa glareola
- Коловодник звичайний, Tringa totanus

Родина: Триперсткові (Turnicidae)
- Триперстка африканська, Turnix sylvatica
- Триперстка жовтонога, Turnix tanki
- Триперстка смугаста, Turnix suscitator

Родина: Дерихвостові (Glareolidae)
- Дерихвіст лучний, Glareola pratincola
- Дерихвіст забайкальський, Glareola maldivarum
- Дерихвіст степовий, Glareola nordmanni (A)
- Дерихвіст малий, Glareola lactea

Родина: Поморникові (Stercorariidae)
- Поморник антарктичний, Stercorarius maccormicki (A)
- Поморник середній, Stercorarius pomarinus (A)
- Поморник короткохвостий, Stercorarius parasiticus
- Поморник довгохвостий, Stercorarius longicaudus (A)

Родина: Алькові (Alcidae)
- Пижик охотський, Brachyramphus perdix
- Моржик чорногорлий, Synthliboramphus antiquus
- Моржик чубатий, Synthliboramphus wumizusume
- Дзьоборіг, Cerorhinca monocerata

Родина: Мартинові (Laridae)
- Мартин трипалий, Rissa tridactyla
- Мартин китайський, Saundersilarus saundersi
- Мартин тонкодзьобий, Chroicocephalus genei
- Мартин австралійський, Chroicocephalus novaehollandiae (A)
- Мартин звичайний, Chroicocephalus ridibundus
- Мартин буроголовий, Chroicocephalus brunnicephalus
- Мартин малий, Hydrocoloeus minutus
- Мартин рожевий, Rhodostethia rosea (A)
- Мартин ставковий, Leucophaeus pipixcan (A)
- Мартин реліктовий, Ichthyaetus relictus
- Мартин каспійський, Ichthyaetus ichthyaetus
- Мартин чорнохвостий, Larus crassirostris
- Мартин сизий, Larus canus
- Мартин сріблястий, Larus argentatus
- Мартин жовтоногий, Larus cachinnans
- Мартин чорнокрилий, Larus fuscus
- Мартин охотський, Larus schistisagus
- Мартин берингійський, Larus glaucescens (A)
- Мартин полярний, Larus hyperboreus
- Крячок бурий, Anous stolidus
- Крячок білий, Gygis alba
- Крячок строкатий, Onychoprion fuscatus
- Крячок бурокрилий, Onychoprion anaethetus
- Крячок камчатський, Onychoprion aleuticus (A)
- Крячок малий, Sternula albifrons
- Крячок чорнодзьобий, Gelochelidon nilotica
- Крячок каспійський, Hydroprogne caspia
- Крячок чорний, Chlidonias niger
- Крячок білокрилий, Chlidonias leucopterus
- Крячок білощокий, Chlidonias hybrida
- Крячок рожевий, Sterna dougallii
- Крячок індонезійський, Sterna sumatrana
- Крячок річковий, Sterna hirundo
- Крячок чорночеревий, Sterna acuticauda
- Крячок індійський, Sterna aurantia
- Крячок жовтодзьобий, Thalasseus bergii
- Крячок рябодзьобий, Thalasseus sandvicensis (A)
- Крячок бенгальський, Thalasseus bengalensis (A)
- Крячок китайський, Thalasseus bernsteini

## Фаетоноподібні(Phaethontiformes)
Родина: Фаетонові (Phaethontidae)
- Фаетон білохвостий, Phaethon lepturus
- Фаетон червонодзьобий, Phaethon aethereus
- Фаетон червонохвостий, Phaethon rubricauda

## Гагароподібні(Gaviiformes)
Родина: Гагарові (Gaviidae)
- Гагара червоношия, Gavia stellata
- Гагара чорношия, Gavia arctica
- Гагара білошия, Gavia pacifica
- Гагара білодзьоба, Gavia adamsii (A)

## Буревісникоподібні(Procellariiformes)
Родина: Альбатросові (Diomedeidae)
- Альбатрос чорноногий, Phoebastria nigripes
- Альбатрос жовтоголовий, Phoebastria albatrus (A)

Родина: Океанникові (Oceanitidae)
- Океанник Вільсона, Oceanites oceanicus (A)

Родина: Качуркові (Hydrobatidae)
- Качурка північна, Hydrobates leucorhous (A)
- Качурка вилохвоста, Hydrobates monorhis

Родина: Буревісникові (Procellariidae)

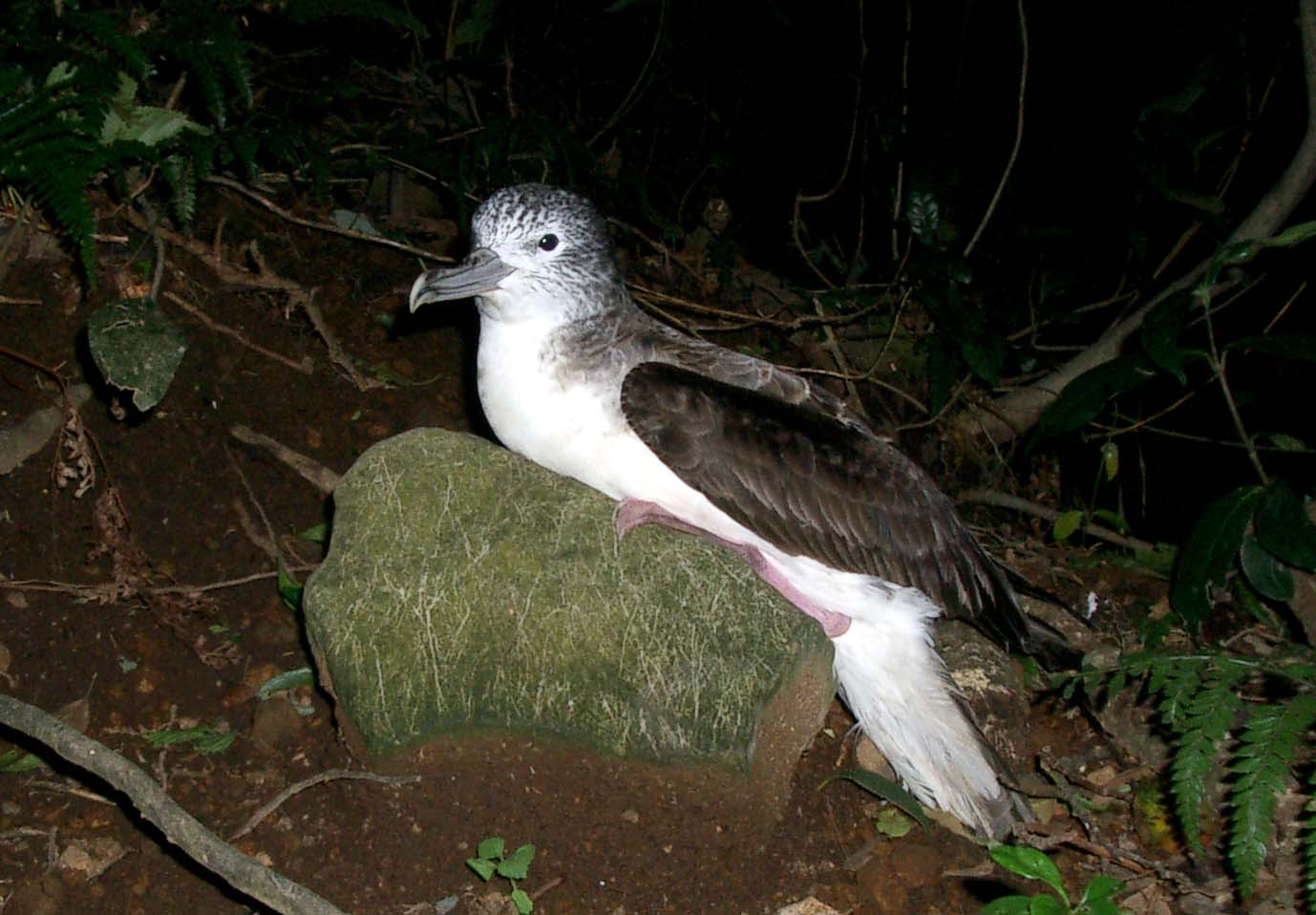
Буревісник тихоокеанський (Calonectris leucomelas)

- Буревісник кочівний, Fulmarus glacialis (A)
- Тайфунник бонінський, Pterodroma hypoleuca
- Бульверія тонкодзьоба, Bulweria bulwerii
- Тайфунник таїтійський, Pseudobulweria rostrata
- Буревісник тихоокеанський, Calonectris leucomelas
- Буревісник клинохвостий, Ardenna pacifica
- Буревісник сивий, Ardenna grisea
- Буревісник тонкодзьобий, Ardenna tenuirostris (A)

## Лелекоподібні(Ciconiiformes)
Родина: Лелекові (Ciconiidae)

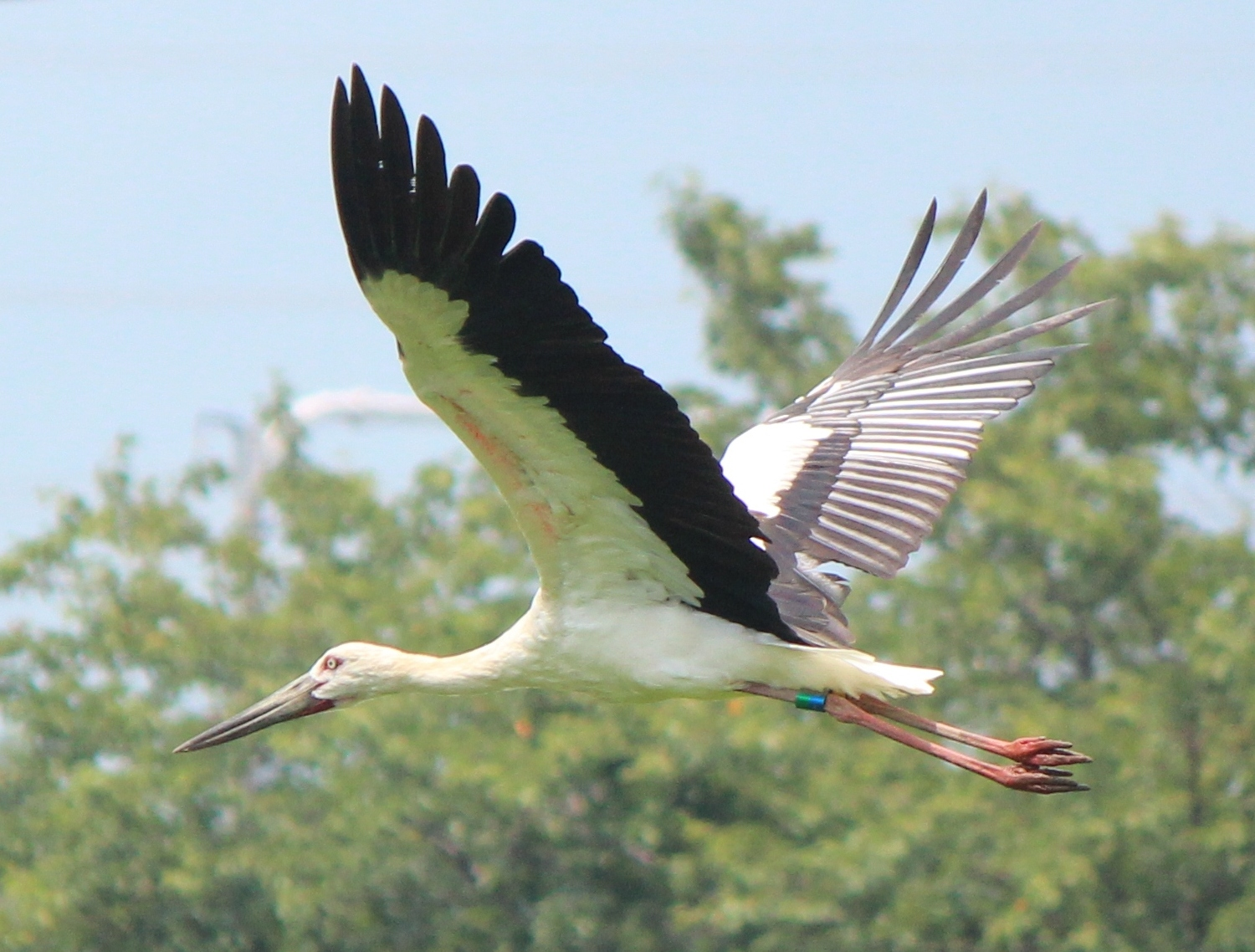
Лелека далекосхідний (Ciconia boyciana)

- Лелека-молюскоїд індійський, Anastomus oscitans[1]
- Лелека чорний, Ciconia nigra
- Лелека білошиїй, Ciconia episcopus
- Лелека білий, Ciconia ciconia (A)
- Лелека далекосхідний, Ciconia boyciana
- Марабу яванський, Leptoptilos javanicus
- Лелека-тантал індійський, Mycteria leucocephala

## Сулоподібні(Suliformes)
Родина: Фрегатові (Fregatidae)
- Фрегат-арієль, Fregata ariel (A)
- Фрегат малазійський, Fregata andrewsi (A)
- Фрегат тихоокеанський, Fregata minor

Родина: Сулові (Sulidae)
- Сула жовтодзьоба, Sula dactylatra
- Сула білочерева, Sula leucogaster
- Сула червононога, Sula sula

Родина: Бакланові (Phalacrocoracidae)
- Баклан яванський, Microcarbo niger
- Баклан малий, Microcarbo pygmaeus (A)
- Баклан тихоокеанський, Urile urile (A)
- Баклан берингійський, Urile pelagicus
- Баклан великий, Phalacrocorax carbo
- Баклан японський, Phalacrocorax capillatus

## Пеліканоподібні(Pelecaniformes)
Родина: Пеліканові (Pelecanidae)
- Пелікан рожевий, Pelecanus onocrotalus
- Пелікан сірий, Pelecanus philippensis
- Пелікан кучерявий, Pelecanus crispus

Родина: Чаплеві (Ardeidae)
- Бугай водяний, Botaurus stellaris

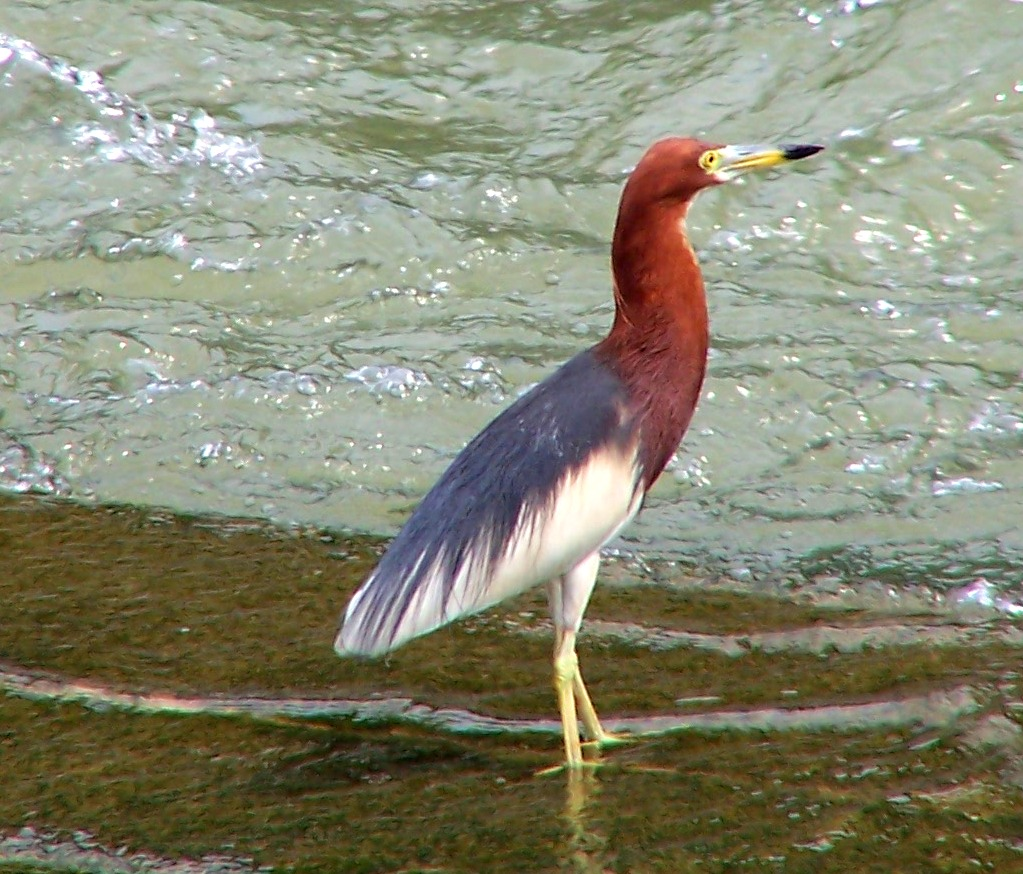
Чапля китайська (Ardeola bacchus)

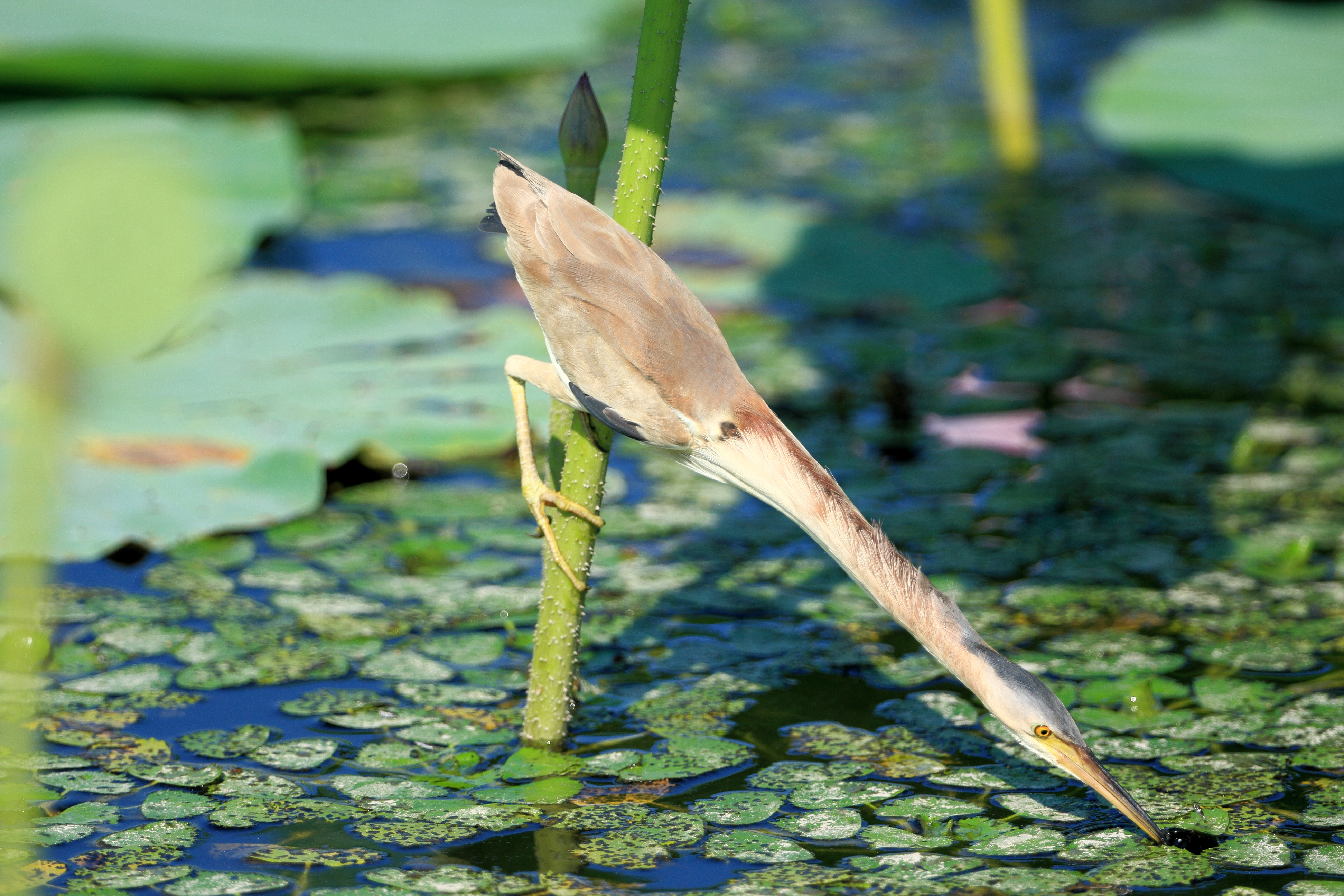
Бугайчик китайський (Ixobrychus sinensis)

- Бугайчик китайський, Ixobrychus sinensis
- Бугайчик звичайний, Ixobrychus minutus
- Бугайчик амурський, Ixobrychus eurhythmus
- Бугайчик рудий, Ixobrychus cinnamomeus
- Бугайчик чорний, Ixobrychus flavicollis
- Чапля сіра, Ardea cinerea
- Чапля білочерева, Ardea insignis
- Чапля суматранська, Ardea sumatrana
- Чапля руда, Ardea purpurea
- Чепура велика, Ardea alba
- Чепура середня, Ardea intermedia
- Чепура австралійська, Egretta novaehollandiae (A)
- Чепура жовтодзьоба, Egretta eulophotes
- Чепура мала, Egretta garzetta
- Чепура тихоокеанська, Egretta sacra
- Чапля єгипетська, Bubulcus ibis
- Чапля індійська, Ardeola grayii (A)
- Чапля китайська, Ardeola bacchus
- Чапля мангрова, Butorides striata
- Квак звичайний, Nycticorax nycticorax
- Квак білошиїй, Gorsachius magnificus
- Квак японський, Gorsachius goisagi
- Квак малайський, Gorsachius melanolophus

Родина: Ібісові (Threskiornithidae)
- Коровайка бура, Plegadis falcinellus
- Ібіс сивоперий, Threskiornis melanocephalus
- Ібіс білоплечий, Pseudibis davisoni (Ex?)
- Ібіс червононогий, Nipponia nippon
- Косар білий, Platalea leucorodia
- Косар малий, Platalea minor

## Яструбоподібні(Accipitriformes)
Родина: Скопові (Pandionidae)
- Скопа, Pandion haliaetus

Родина: Яструбові (Accipitridae)
- Шуліка чорноплечий, Elanus caeruleus
- Ягнятник, Gypaetus barbatus
- Стерв'ятник, Neophron percnopterus (A)
- Осоїд чубатий, Pernis ptilorhynchus
- Шуляк азійський, Aviceda jerdoni
- Шуляк чорний, Aviceda leuphotes
- Sarcogyps calvus
- Гриф чорний, Aegypius monachus
- Сип бенгальський, Gyps bengalensis (Ex)
- Кумай, Gyps himalayensis
- Сип білоголовий, Gyps fulvus (A)
- Змієїд чубатий, Spilornis cheela
- Змієїд блакитноногий, Circaetus gallicus
- Орел-чубань гірський, Nisaetus nipalensis
- Орел-карлик індійський, Lophotriorchis kienerii
- Орел чорний, Ictinaetus malaiensis
- Підорлик великий, Clanga clanga
- Орел-карлик, Hieraaetus pennatus
- Орел степовий, Aquila nipalensis
- Могильник східний, Aquila heliaca
- Беркут, Aquila chrysaetos
- Орел-карлик яструбиний, Aquila fasciata
- Канюк білоокий, Butastur teesa
- Канюк рудокрилий, Butastur liventer
- Канюк яструбиний, Butastur indicus
- Лунь очеретяний, Circus aeruginosus
- Circus spilonotus
- Лунь польовий, Circus cyaneus
- Лунь степовий, Circus macrourus
- Circus melanoleucos
- Лунь лучний, Circus pygargus
- Яструб чубатий, Accipiter trivirgatus
- Яструб туркестанський, Accipiter badius
- Яструб китайський, Accipiter soloensis
- Яструб японський, Accipiter gularis
- Яструб яванський, Accipiter virgatus
- Яструб малий, Accipiter nisus
- Яструб великий, Accipiter gentilis
- Шуліка чорний, Milvus migrans
- Шуліка королівський, Haliastur indus
- Орлан-білохвіст, Haliaeetus albicilla
- Орлан-довгохвіст, Haliaeetus leucoryphus
- Орлан білоплечий, Haliaeetus pelagicus (A)
- Орлан білочеревий, Haliaeetus leucogaster
- Орлан-рибалка малий, Icthyophaga humilis (A)
- Зимняк, Buteo lagopus
- Канюк звичайний, Buteo buteo
- Buteo burmanicus
- Buteo japonicus
- Канюк степовий, Buteo rufinus
- Канюк монгольський, Buteo hemilasius

## Совоподібні(Strigiformes)
Родина: Сипухові (Tytonidae)
- Сипуха східна, Tyto longimembris
- Сипуха крапчаста, Tyto alba
- Лехуза вухата, Phodilus badius

Родина: Совові (Strigidae)
- Сплюшка гірська, Otus spilocephalus
- Сплюшка бангладеська, Otus lettia
- Сплюшка японська, Otus semitorques
- Сплюшка євразійська, Otus scops
- Сплюшка булана, Otus brucei
- Сплюшка східноазійська, Otus sunia
- Пугач палеарктичний, Bubo bubo
- Пугач непальський, Bubo nipalensis
- Пугач брунатний, Bubo coromandus (A)
- Сова біла, Bubo scandiacus
- Пугач далекосхідний, Ketupa blakistoni
- Пугач-рибоїд бурий, Ketupa zeylonensis
- Пугач-рибоїд рудий, Ketupa flavipes
- Сова яструбина, Surnia ulula
- Сичик-горобець євразійський, Glaucidium passerinum
- Сичик-горобець азійський, Glaucidium cuculoides
- Сичик-горобець малий, Taenioptynx brodiei
- Сич брамінський, Athene brama
- Сич хатній, Athene noctua
- Сова бура, Strix leptogrammica
- Сова сіра, Strix aluco
- Сова гімалайська, Strix nivicolum
- Сова довгохвоста, Strix uralensis
- Сова бородата, Strix nebulosa
- Сова вухата, Asio otus
- Сова болотяна, Asio flammeus
- Сич волохатий, Aegolius funereus
- Сова-голконіг далекосхідна, Ninox scutulata
- Сова-голконіг японська, Ninox japonica

## Трогоноподібні(Trogoniformes)
Родина: Трогонові (Trogonidae)
- Трогон червоноголовий, Harpactes erythrocephalus
- Трогон оливковоголовий, Harpactes oreskios
- Трогон рожевохвостий, Harpactes wardi

## Bucerotiformes
Родина: Одудові (Upupidae)
- Одуд, Upupa epops

Родина: Птахи-носороги (Bucerotidae)
- Гомрай дворогий, Buceros bicornis
- Калао білощокий, Anorrhinus austeni
- Птах-носоріг малабарський, Anthracoceros albirostris
- Калао непальський, Aceros nipalensis
- Калао смугастодзьобий, Rhyticeros undulatus

## Сиворакшоподібні(Coraciiformes)
Родина: Рибалочкові (Alcedinidae)
- Рибалочка-геркулес, Alcedo hercules
- Рибалочка блакитний, Alcedo atthis
- Рибалочка темно-синій, Alcedo meninting
- Рибалочка-крихітка трипалий, Ceyx erithaca
- Гуріал смарагдовокрилий, Pelargopsis capensis
- Альціон вогнистий, Halcyon coromanda
- Альціон білогрудий, Halcyon smyrnensis
- Альціон чорноголовий, Halcyon pileata
- Альціон білошиїй, Todiamphus chloris
- Рибалочка-чубань азійський, Megaceryle lugubris
- Рибалочка строкатий, Ceryle rudis

Родина: Бджолоїдкові (Meropidae)
- Бджолоїдка велика, Nyctyornis athertoni
- Бджолоїдка мала, Merops orientalis
- Бджолоїдка синьогорла, Merops viridis
- Бджолоїдка синьохвоста, Merops philippinus
- Бджолоїдка звичайна, Merops apiaster
- Бджолоїдка індійська, Merops leschenaulti

Родина: Сиворакшові (Coraciidae)
- Сиворакша євразійська, Coracias garrulus
- Сиворакша бенгальська, Coracias benghalensis (A)
- Сиворакша індокитайська, Coracias affinis
- Широкорот східний, Eurystomus orientalis

## Дятлоподібні(Piciformes)
Родина: Бородастикові (Megalaimidae)
- Бородастик червоноголовий, Psilopogon haemacephalus
- Psilopogon cyanotis
- Бородастик великий, Psilopogon virens
- Бородастик зеленощокий, Psilopogon faiostrictus
- Бородастик смугастий, Psilopogon lineatus
- Бородастик золотогорлий, Psilopogon franklinii
- Бородастик китайський, Psilopogon faber (E)
- Бородастик блакитнощокий, Psilopogon asiaticus

Родина: Воскоїдові (Indicatoridae)
- Воскоїд гімалайський, Indicator xanthonotus

Родина: Дятлові (Picidae)
- Крутиголовка звичайна, Jynx torquilla
- Добаш індійський, Picumnus innominatus
- Добаш білобровий, Sasia ochracea
- Дятел трипалий, Picoides tridactylus
- Дятел сіролобий, Yungipicus canicapillus
- Дятел бурощокий Yungipicus kizuki
- Leiopicus mahrattensis
- Dendrocoptes auriceps (A)
- Dendrocopos hyperythrus
- Dendrocopos macei (A)
- Dendrocopos atratus
- Дятел білоспинний, Dendrocopos leucotos
- Dendrocopos darjellensis
- Дятел звичайний, Dendrocopos major
- Дятел білокрилий, Dendrocopos leucopterus
- Дятел малий, Dryobates minor
- Dryobates cathpharius
- Древняк смугастий, Blythipicus pyrrhotis
- Дзьобак індокитайський, Chrysocolaptes guttacristatus
- Ятла руда, Micropternus brachyurus
- Дзекіль світлоголовий, Gecinulus grantia
- Дзьобак золотоспинний, Dinopium javanense
- Жовна мала, Picus chlorolophus
- Picus xanthopygaeus
- Picus squamatus
- Picus rabieri (A)
- Picus vittatus
- Жовна сива, Picus canus
- Жовна жовтогорла, Chrysophlegma flavinucha
- Торомба велика, Mulleripicus pulverulentus
- Dryocopus javensis
- Жовна чорна, Dryocopus martius

## Соколоподібні(Falconiformes)
Родина: Соколові (Falconidae)
- Сокіл-карлик червононогий, Microhierax caerulescens
- Сокіл-карлик строкатий, Microhierax melanoleucos
- Боривітер степовий, Falco naumanni
- Боривітер звичайний, Falco tinnunculus
- Кібчик червононогий, Falco vespertinus
- Кібчик амурський, Falco amurensis
- Підсоколик малий, Falco columbarius
- Підсоколик великий, Falco subbuteo
- Підсоколик східний, Falco severus
- Балабан, Falco cherrug
- Кречет, Falco rusticolus
- Сапсан, Falco peregrinus

## Папугоподібні(Psittaciformes)
Родина: Psittaculidae
- Папуга синьоголовий, Psittinus cyanurus (A)
- Папуга індійський, Psittacula eupatria
- Папуга Крамера, Psittacula krameri (I)
- Папужець гімалайський, Psittacula himalayana
- Папуга сіроголовий, Psittacula finschii
- Папужець фіолетовоголовий, Psittacula cyanocephala
- Папужець рожевоголовий, Psittacula roseata
- Папужець китайський, Psittacula derbiana
- Папужець рожевоволий, Psittacula alexandri
- Кориліс індійський, Loriculus vernalis

## Горобцеподібні(Passeriformes)
Родина: Рогодзьобові (Eurylaimidae)
- Рогодзьоб довгохвостий, Psarisomus dalhousiae
- Рогодзьоб синьокрилий, Serilophus lunatus

Родина: Пітові (Pittidae)
- Піта вухата, Hydrornis phayrei
- Піта руда, Hydrornis oatesi
- Піта непальська, Hydrornis nipalensis
- Піта синьогуза, Hydrornis soror
- Піта синя, Hydrornis cyanea
- Піта короткохвоста, Pitta brachyura
- Піта синьокрила, Pitta moluccensis
- Піта китайська, Pitta nympha
- Піта чорноголова, Pitta sordida

Родина: Личинкоїдові (Campephagidae)
- Личинкоїд сірощокий, Pericrocotus solaris
- Личинкоїд короткодзьобий, Pericrocotus brevirostris
- Личинкоїд китайський, Pericrocotus ethologus
- Личинкоїд пломенистий, Pericrocotus speciosus
- Личинкоїд острівний, Pericrocotus tegimae (A)
- Личинкоїд сірий, Pericrocotus divaricatus
- Личинкоїд бурий, Pericrocotus cantonensis
- Личинкоїд рожевий, Pericrocotus roseus
- Шикачик великий, Coracina macei
- Шикачик чорнокрилий, Lalage melaschistos

Родина: Віреонові (Vireonidae)
- Янчик чорноголовий, Pteruthius rufiventer
- Янчик рододендровий, Pteruthius aeralatus
- Янчик оливковий, Pteruthius xanthochlorus
- Янчик рудогорлий, Pteruthius melanotis
- Янчик тріскотливий, Pteruthius intermedius
- Югина зеленоспинна, Erpornis zantholeuca

Родина: Вивільгові (Oriolidae)
- Вивільга звичайна, Oriolus oriolus
- Вивільга індійська, Oriolus kundoo
- Вивільга чорноголова, Oriolus chinensis
- Вивільга тонкодзьоба, Oriolus tenuirostris
- Вивільга східна, Oriolus xanthornus
- Вивільга червона, Oriolus traillii
- Вивільга сріблиста, Oriolus mellianus

Родина: Ланграйнові (Artamidae)
- Ланграйн пальмовий, Artamus fuscus

Родина: Вангові (Vangidae)
- Ванговець великий, Tephrodornis gularis
- Ванговець малий, Tephrodornis pondicerianus
- Личинколюб білокрилий, Hemipus picatus

Родина: Йорові (Aegithinidae)
- Йора чорнокрила, Aegithina tiphia
- Йора велика, Aegithina lafresnayei

Родина: Віялохвісткові (Rhipiduridae)
- Віялохвістка білогорла, Rhipidura albicollis
- Віялохвістка білоброва, Rhipidura aureola

Родина: Дронгові (Dicruridae)
- Дронго чорний, Dicrurus macrocercus
- Дронго сірий, Dicrurus leucophaeus
- Дронго великодзьобий, Dicrurus annectens
- Дронго бронзовий, Dicrurus aeneus
- Дронго малий, Dicrurus remifer
- Дронго лірохвостий, Dicrurus hottentottus
- Дронго великий, Dicrurus paradiseus

Родина: Монархові (Monarchidae)
- Монаршик гіацинтовий, Hypothymis azurea
- Монарх-довгохвіст чорний, Terpsiphone atrocaudata
- Монарх-довгохвіст амурський, Terpsiphone incei
- Terpsiphone affinis
- Монарх-довгохвіст азійський, Terpsiphone paradisi

Родина: Сорокопудові (Laniidae)
- Сорокопуд тигровий, Lanius tigrinus
- Сорокопуд японський, Lanius bucephalus
- Сорокопуд терновий, Lanius collurio
- Lanius phoenicuroides
- Сорокопуд рудохвостий, Lanius isabellinus
- Сорокопуд сибірський, Lanius cristatus
- Сорокопуд бірманський, Lanius collurioides
- Сорокопуд довгохвостий, Lanius schach
- Сорокопуд тибетський, Lanius tephronotus
- Сорокопуд північний, Lanius borealis
- Сорокопуд сірий, Lanius excubitor
- Сорокопуд чорнолобий, Lanius minor
- Сорокопуд клинохвостий, Lanius sphenocercus
- Lanius giganteus (E)

Родина: Воронові (Corvidae)

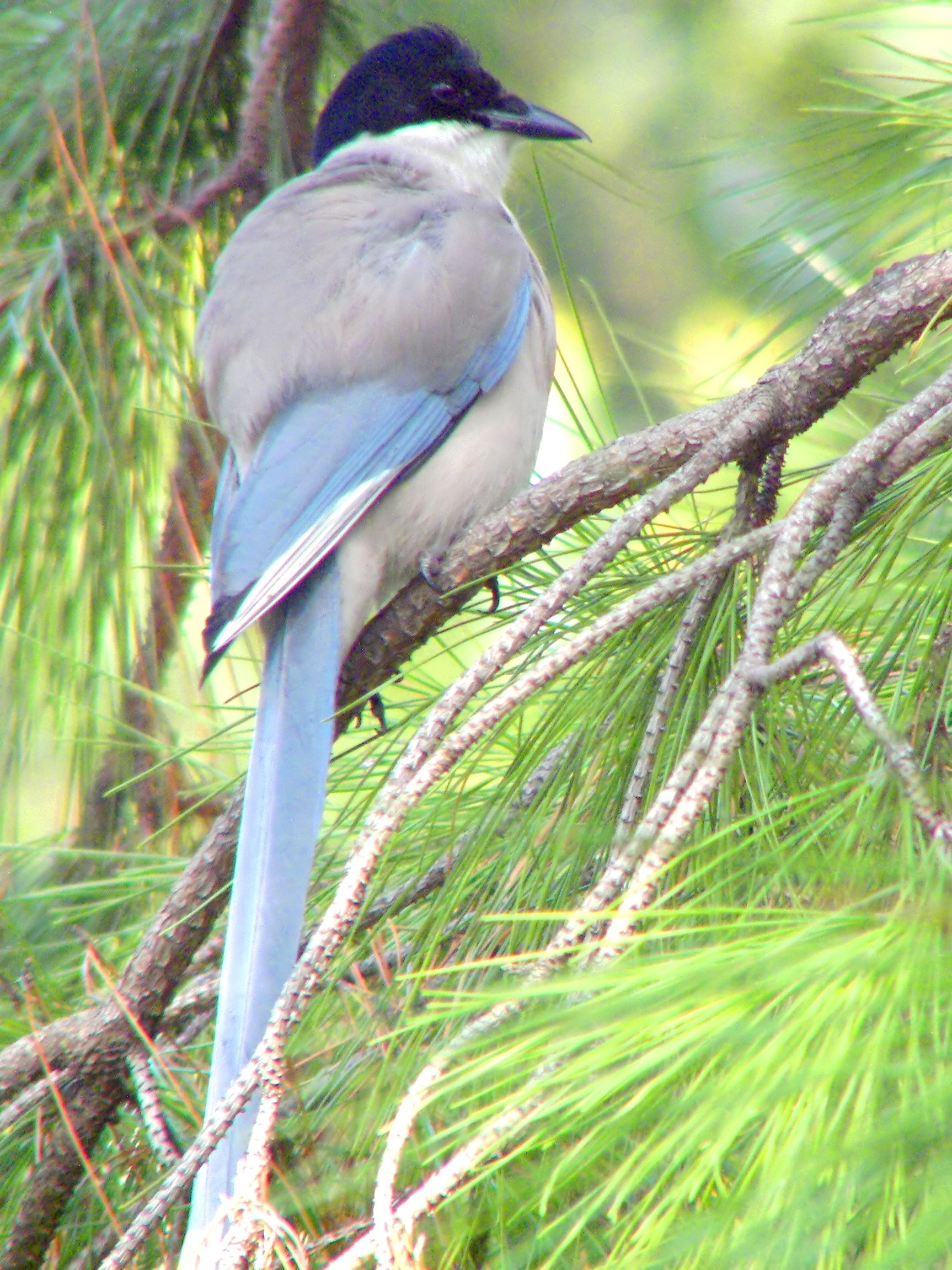
Сорока блакитна (Cyanopica cyanus)

- Кукша тайгова, Perisoreus infaustus
- Кукша китайська, Perisoreus internigrans (E)
- Сойка звичайна, Garrulus glandarius
- Сорока блакитна, Cyanopica cyana
- Кіта жовтодзьоба, Urocissa flavirostris
- Кіта червонодзьоба, Urocissa erythrorhyncha
- Кіта білокрила, Urocissa whiteheadi
- Циса зелена, Cissa chinensis
- Циса східна, Cissa hypoleuca
- Вагабунда світлокрила, Dendrocitta vagabunda
- Вагабунда сіровола, Dendrocitta formosae
- Вагабунда маскова, Dendrocitta frontalis
- Сорока колючохвоста, Temnurus temnurus
- Сорока тибетська, Pica bottanensis
- Сорока усурійська, Pica serica
- Сорока звичайна, Pica pica
- Джиджітка монгольська, Podoces hendersoni
- Джиджітка білохвоста, Podoces biddulphi (E)
- Горіхівка крапчаста, Nucifraga caryocatactes
- Клушиця, Pyrrhocorax pyrrhocorax
- Галка альпійська, Pyrrhocorax graculus
- Галка звичайна, Corvus monedula
- Галка даурська, Corvus dauuricus
- Ворона індійська, Corvus splendens
- Грак, Corvus frugilegus
- Ворона чорна, Corvus corone
- Ворона великодзьоба, Corvus macrorhynchos
- Ворона джунглева, Corvus levaillantii
- Ворона гайнанська, Corvus torquatus
- Крук звичайний, Corvus corax

Родина: Stenostiridae
- Віялохвістка жовточерева, Chelidorhynx hypoxanthus
- Канарниця сіроголова, Culicicapa ceylonensis

Родина: Синицеві (Paridae)
- Ремез вогнистоголовий, Cephalopyrus flammiceps
- Синиця оливкова, Sylviparus modestus
- Синиця золоточуба, Melanochlora sultanea
- Синиця чорна, Periparus ater
- Синиця афганська, Periparus rufonuchalis
- Синиця рудогуза, Periparus rubidiventris
- Синиця жовточерева, Pardaliparus venustulus (E)
- Синиця сірочуба, Lophophanes dichrous
- Гаїчка японська, Sittiparus varius
- Гаїчка білоброва, Poecile superciliosus (E)
- Гаїчка китайська, Poecile davidi (E)
- Гаїчка болотяна, Poecile palustris
- Гаїчка чорноборода, Poecile hypermelaenus
- Гаїчка-пухляк, Poecile montanus
- Гаїчка сичуанська, Poecile weigoldicus
- Гаїчка сіроголова, Poecile cinctus (A)
- Синиця біла, Cyanistes cyanus
- Синиця довгодзьоба, Pseudopodoces humilis
- Синиця зеленоспинна, Parus monticolus
- Синиця велика, Parus major
- Синиця південноазійська, Parus cinereus
- Синиця далекосхідна, Parus minor
- Синиця гімалайська, Machlolophus xanthogenys (A)
- Синиця королівська, Machlolophus spilonotus

Родина: Ремезові (Remizidae)
- Ремез азійський, Remiz coronatus
- Ремез китайський, Remiz consobrinus

Родина: Жайворонкові (Alaudidae)
- Фірлюк яванський, Mirafra javanica
- Жайворонок рогатий, Eremophila alpestris
- Жайворонок малий, Calandrella brachydactyla
- Calandrella dukhunensis
- Жайворонок тонкодзьобий, Calandrella acutirostris
- Жайворонок двоплямистий, Melanocorypha bimaculata
- Жайворонок степовий, Melanocorypha calandra (A)
- Жайворонок довгодзьобий, Melanocorypha maxima
- Жайворонок чорний, Melanocorypha yeltoniensis (A)
- Жайворонок монгольський, Melanocorypha mongolica
- Жайворонок солончаковий, Alaudala cheleensis
- Жайворонок білокрилий, Alauda leucoptera (A)
- Жайворонок польовий, Alauda arvensis
- Жайворонок індійський, Alauda gulgula
- Посмітюха звичайна, Galerida cristata

Родина: Panuridae
- Синиця вусата, Panurus biarmicus

Родина: Тамікові (Cisticolidae)
- Кравчик довгохвостий, Orthotomus sutorius
- Кравчик чорноволий, Orthotomus atrogularis
- Принія гірська, Prinia crinigera
- Prinia striata
- Принія чорногорла, Prinia atrogularis
- Принія білоброва, Prinia superciliaris
- Принія руда, Prinia rufescens
- Принія попеляста, Prinia hodgsonii
- Принія жовточерева, Prinia flaviventris
- Принія вохристобока, Prinia inornata
- Таміка віялохвоста, Cisticola juncidis
- Таміка золотоголова, Cisticola exilis

Родина: Очеретянкові (Acrocephalidae)
- Очеретянка товстодзьоба, Arundinax aedon
- Берестянка мала, Iduna caligata
- Берестянка південна, Iduna rama
- Берестянка бліда, Iduna pallida
- Очеретянка чорноброва, Acrocephalus bistrigiceps
- Очеретянка соргова, Acrocephalus sorghophilus
- Очеретянка тонкодзьоба, Acrocephalus melanopogon (A)
- Очеретянка лучна, Acrocephalus schoenobaenus
- Очеретянка індійська, Acrocephalus agricola
- Очеретянка тупокрила, Acrocephalus concinens
- Очеретянка маньчжурська, Acrocephalus tangorum
- Очеретянка садова, Acrocephalus dumetorum
- Очеретянка ставкова, Acrocephalus scirpaceus
- Очеретянка велика, Acrocephalus arundinaceus
- Очеретянка східна, Acrocephalus orientalis
- Очеретянка південна, Acrocephalus stentoreus

Родина: Кобилочкові (Locustellidae)
- Матата болотяна, Megalurus palustris
- Кобилочка тайгова, Helopsaltes fasciolatus
- Матата японська, Helopsaltes pryeri
- Кобилочка співоча, Helopsaltes certhiola
- Кобилочка охотська, Helopsaltes ochotensis
- Кобилочка японська, Helopsaltes pleskei
- Кобилочка плямиста, Locustella lanceolata
- Кобилочка солов'їна, Locustella luscinioides
- Куцокрил бурий, Locustella luteoventris
- Куцокрил сибірський, Locustella tacsanowskia
- Куцокрил довгодзьобий, Locustella major
- Кобилочка-цвіркун, Locustella naevia
- Куцокрил тайговий, Locustella davidi
- Куцокрил малий, Locustella thoracica
- Куцокрил іржастий, Locustella mandelli
- Куцокрил сичуанський, Locustella chengi (Е)

Родина: Pnoepygidae
- Тимелія-куцохвіст велика, Pnoepyga albiventer
- Тимелія-куцохвіст китайська, Pnoepyga mutica
- Тимелія-куцохвіст непальська, Pnoepyga immaculata (A)
- Тимелія-куцохвіст мала, Pnoepyga pusilla

Родина: Ластівкові (Hirundinidae)
- Ластівка сіровола, Riparia chinensis
- Ластівка берегова, Riparia riparia
- Ластівка бліда, Riparia diluta
- Ластівка скельна, Ptyonoprogne rupestris
- Ластівка бура, Ptyonoprogne concolor (A)
- Ластівка сільська, Hirundo rustica
- Ластівка ниткохвоста, Hirundo smithii
- Ластівка південноазійська, Hirundo tahitica (A)
- Ластівка даурська, Cecropis daurica
- Ластівка синьоголова, Cecropis striolata
- Ясківка індійська, Petrochelidon fluvicola (A)
- Ластівка міська, Delichon urbicum
- Ластівка азійська, Delichon dasypus
- Ластівка непальська, Delichon nipalensis

Родина: Бюльбюлеві (Pycnonotidae)

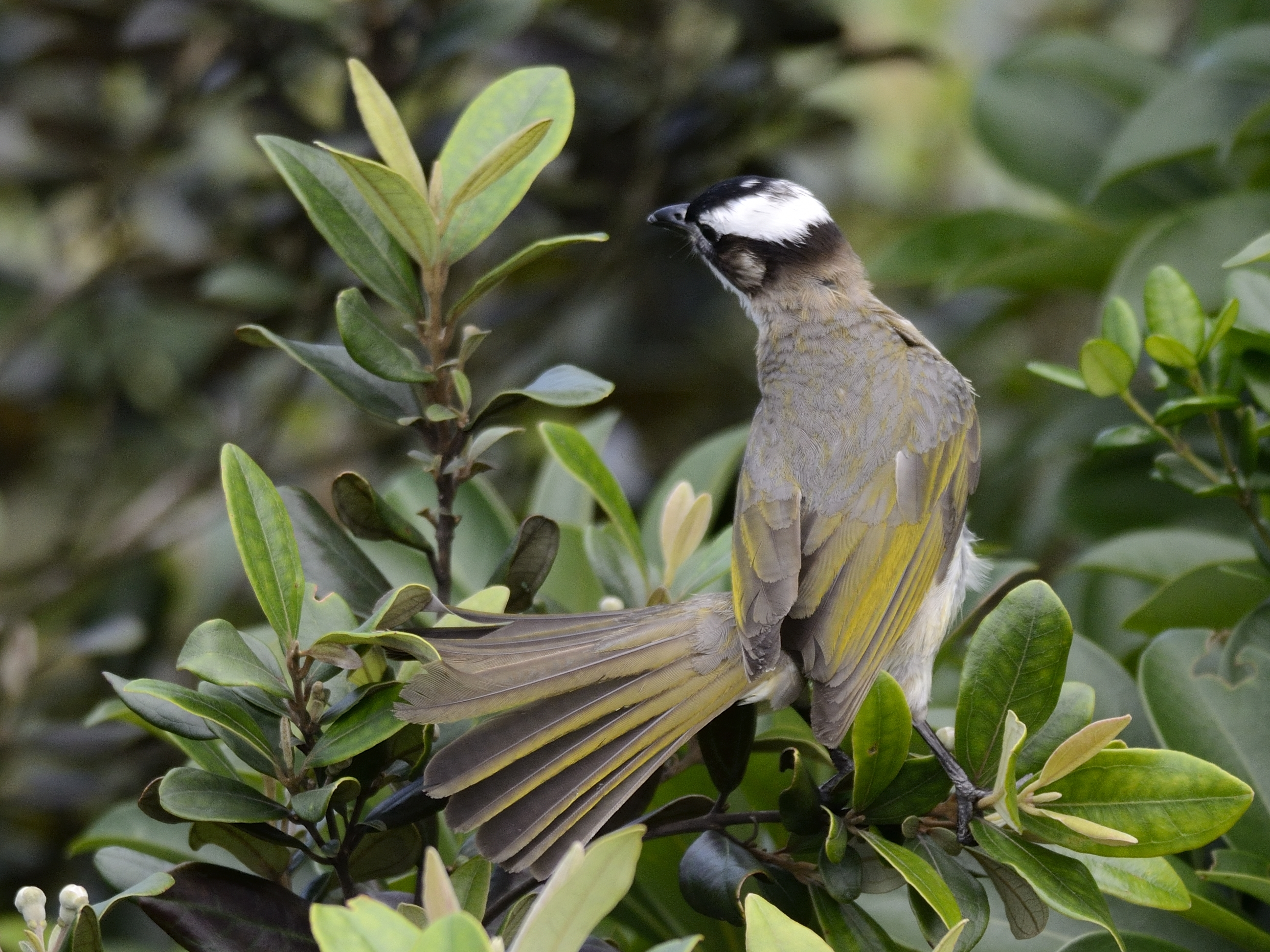
Бюльбюль китайський (Pycnonotus sinensis)

- Бюльбюль чорноголовий, Brachypodius melanocephalos
- Бюльбюль чорночубий, Rubigula flaviventris
- Бюльбюль-товстодзьоб чубатий, Spizixos canifrons
- Бюльбюль-товстодзьоб китайський, Spizixos semitorques
- Бюльбюль строкатий, Alcurus striatus
- Бюльбюль червоночубий, Pycnonotus cafer
- Бюльбюль червоногузий, Pycnonotus jocosus
- Бюльбюль білогорлий, Pycnonotus xanthorrhous
- Бюльбюль китайський, Pycnonotus sinensis
- Бюльбюль білощокий, Pycnonotus leucogenys (A)
- Бюльбюль індокитайський, Pycnonotus aurigaster
- Бюльбюль золотогорлий, Pycnonotus finlaysoni
- Бюльбюль сосновий, Pycnonotus flavescens
- Бюльбюль-бородань білолобий, Alophoixus flaveolus
- Бюльбюль-бородань великий, Alophoixus pallidus
- Оливник сіроокий, Iole propinqua
- Горована гімалайська, Hypsipetes leucocephalus
- Оливник короткопалий, Hypsipetes amaurotis
- Оливник попелястий, Hemixos flavala
- Оливник каштановий, Hemixos castanonotus
- Оливник гірський, Ixos mcclellandii

Родина: Вівчарикові (Phylloscopidae)
- Вівчарик жовтобровий, Phylloscopus sibilatrix (A)
- Вівчарик сірогорлий, Phylloscopus maculipennis
- Вівчарик золотосмугий, Phylloscopus pulcher
- Вівчарик лісовий, Phylloscopus inornatus
- Вівчарик алтайський, Phylloscopus humei
- Вівчарик юньнанський, Phylloscopus yunnanensis
- Вівчарик золотомушковий, Phylloscopus proregulus
- Вівчарик гансуйський, Phylloscopus kansuensis (E)
- Вівчарик непальський, Phylloscopus chloronotus
- Вівчарик сичуанський, Phylloscopus forresti
- Вівчарик товстодзьобий, Phylloscopus schwarzi
- Вівчарик монгольський, Phylloscopus armandii
- Вівчарик індійський, Phylloscopus griseolus
- Вівчарик гімалайський, Phylloscopus affinis
- Phylloscopus occisinensis
- Вівчарик бурий, Phylloscopus fuscatus
- Вівчарик темний, Phylloscopus fuligiventer
- Вівчарик китайський, Phylloscopus subaffinis
- Вівчарик весняний, Phylloscopus trochilus (A)
- Вівчарик світлокрилий, Phylloscopus sindianus
- Вівчарик-ковалик, Phylloscopus collybita
- Вівчарик оливковий, Phylloscopus coronatus
- Скриточуб гімалайський, Phylloscopus intermedius
- Скриточуб сірощокий, Phylloscopus poliogenys
- Скриточуб гірський, Phylloscopus burkii
- Скриточуб сіроголовий, Phylloscopus tephrocephalus
- Скриточуб-свистун, Phylloscopus whistleri
- Скриточуб китайський, Phylloscopus valentini
- Скриточуб сичуанський, Phylloscopus omeiensis
- Скриточуб фуджіянський, Phylloscopus soror
- Вівчарик зелений, Phylloscopus trochiloides
- Вівчарик амурський, Phyloscopus plumbeitarsus
- Вівчарик імейський, Phylloscopus emeiensis (E)
- Вівчарик довгодзьобий, Phylloscopus magnirostris
- Вівчарик світлоногий, Phylloscopus tenellipes
- Вівчарик сахалінський, Phylloscopus borealoides (A)
- Вівчарик японський, Phylloscopus xanthodryas
- Вівчарик шелюговий, Phylloscopus borealis
- Вівчарик камчатський, Phylloscopus examinandus
- Скриточуб іржастоголовий, Phylloscopus castaniceps
- Вівчарик індокитайський, Phylloscopus calciatilis
- Вівчарик чорнобровий, Phylloscopus cantator
- Вівчарик в'єтнамський, Phylloscopus ricketti
- Вівчарик рододендровий, Phylloscopus reguloides
- Вівчарик широкобровий, Phylloscopus claudiae
- Вівчарик низинний, Phylloscopus goodsoni (E)
- Скриточуб смугоголовий, Phylloscopus xanthoschistos
- Вівчарик бамбуковий, Phylloscopus intensior
- Вівчарик гайнанський, Phylloscopus hainanus (E)
- Вівчарик світлохвостий, Phylloscopus ogilviegranti

Родина: Cettiidae
- Очеретянка світлонога, Urosphena pallidipes
- Очеретянка-куцохвіст далекосхідна, Urosphena squameiceps
- Тезія жовтоброва, Tesia cyaniventer
- Тезія золотоголова, Tesia olivea
- Очеретянка рудолоба, Cettia major
- Очеретянка рудоголова, Cettia brunnifrons
- Тезія червоноголова, Cettia castaneocoronata
- Очеретянка середземноморська, Cettia cetti
- Війчик білобровий, Abroscopus superciliaris
- Війчик рудощокий, Abroscopus albogularis
- Війчик чорнощокий, Abroscopus schisticeps
- Кравчик гірський, Phyllergates cuculatus
- Скриточуб рудоголовий, Tickellia hodgsoni
- Очеретянка китайська, Horornis diphone
- Horornis borealis
- Очеретянка вохриста, Horornis fortipes
- Широкохвістка гімалайська, Horornis brunnescens
- Очеретянка бамбукова, Horornis acanthizoides
- Очеретянка непальська, Horornis flavolivacea

Родина: Ополовникові (Aegithalidae)
- Сікорчик тибетський, Leptopoecile sophiae
- Сікорчик чубатий, Leptopoecile elegans (E)
- Синиця довгохвоста, Aegithalos caudatus
- Ополовник чорноголовий, Aegithalos glaucogularis (E)
- Ополовник рудоголовий, Aegithalos concinnus
- Ополовник китайський, Aegithalos iouschistos
- Ополовник сіроголовий, Aegithalos fuliginosus (E)

Родина: Кропив'янкові (Sylviidae)
- Кропив'янка чорноголова, Sylvia atricapilla (A)
- Кропив'янка пустельна, Curruca nana
- Кропив'янка рябогруда, Curruca nisoria
- Кропив'янка прудка, Curruca curruca
- Кропив'янка сіра, Curruca communis

Родина: Суторові (Paradoxornithidae)
- Тимелія вогнехвоста, Myzornis pyrrhoura
- Фульвета золотиста, Lioparus chrysotis
- Тимелія золотиста, Chrysomma sinense
- Мупінія, Moupinia poecilotis (E)
- Фульвета рудоплеча, Fulvetta ruficapilla (E)
- Фульвета гірська, Fulvetta striaticollis (E)
- Фульвета бутанська, Fulvetta ludlowi
- Фульвета білоброва, Fulvetta vinipectus
- Фульвета сіроголова, Fulvetta cinereiceps
- Фульвета чагарникова, Fulvetta manipurensis
- Кореанка таримська, Rhopophilus albosuperciliaris (E)
- Кореанка пекінська, Rhopophilus pekinensis
- Сутора велика, Conostoma aemodium
- Сутора бронзова, Cholornis unicolor
- Сутора трипала, Cholornis paradoxus (E)
- Сутора чорноборода, Psittiparus gularis
- Сутора руда, Psittiparus ruficeps
- Сутора рудоголова, Psittiparus bakeri
- Сутора чорнощока, Paradoxornis guttaticollis
- Сутора далекосхідна, Calamornis heudei
- Сутора білогорла, Chleuasicus atrosuperciliaris
- Сутора китайська, Sinosuthora conspicillata (E)
- Сутора бура, Sinosuthora webbiana
- Сутора бурокрила, Sinosuthora brunnea
- Сутора рудокрила, Sinosuthora alphonsiana
- Сутора сичуанська, Sinosuthora zappeyi (E)
- Сутора рудовола, Sinosuthora przewalskii (E)
- Сутора бамбукова, Suthora fulvifrons
- Сутора сірощока, Suthora nipalensis
- Сутора золотиста, Suthora verreauxi
- Сутора мала, Neosuthora davidiana

Родина: Окулярникові (Zosteropidae)
- Югина чорнолоба, Parayuhina diademata
- Стафіда східна, Staphida castaniceps
- Стафіда західна, Staphida torqueola
- Югина асамська, Yuhina bakeri
- Югина вусата, Yuhina flavicollis
- Югина темнокрила, Yuhina gularis
- Югина рудочерева, Yuhina occipitalis
- Югина мала, Yuhina nigrimenta
- Окулярник буробокий, Zosterops erythropleurus
- Окулярник південний, Zosterops palpebrosus
- Окулярник китайський, Zosterops simplex

Родина: Тимелієві (Timaliidae)
- Тимелія червоноголова, Timalia pileata
- Синчівка жовточерева, Mixornis gularis
- Тимелія-темнодзьоб золотиста, Cyanoderma chrysaeum
- Тимелія-темнодзьоб гімалайська, Cyanoderma pyrrhops (A)
- Тимелія-темнодзьоб рудоголова, Cyanoderma ruficeps
- Cyanoderma ambiguum
- Баблер-рихталик смугастокрилий, Spelaeornis troglodytoides
- Баблер-рихталик сірочеревий, Spelaeornis reptatus
- Баблер-рихталик світлогорлий, Spelaeornis kinneari
- Тимелія-криводзьоб бірманська, Pomatorhinus ochraceiceps
- Тимелія-криводзьоб маскова, Pomatorhinus ferruginosus
- Тимелія серподзьоба, Pomatorhinus superciliaris
- Тимелія-криводзьоб рудошия, Pomatorhinus ruficollis
- Тимелія-криводзьоб велика, Erythrogenys hypoleucos
- Тимелія-криводзьоб рудощока, Erythrogenys erythrogenys
- Тимелія-криводзьоб рудобока, Erythrogenys gravivox
- Тимелія-криводзьоб сіробока, Erythrogenys swinhoei (E)
- Тимелія-темнодзьоб вохриста, Stachyris nigriceps
- Тимелія-темнодзьоб червоногруда, Stachyris strialata
- Тимелія-темнодзьоб китайська, Stachyris nonggangensis
- Тимелія-клинодзьоб світловола, Stachyris roberti

Родина: Pellorneidae
- Тимелія білоголова, Gampsorhynchus rufulus
- Тимелія ясноока, Gampsorhynchus torquatus
- Альципа-крихітка жовтолоба, Schoeniparus variegaticeps (E)
- Альципа-крихітка жовтоброва, Schoeniparus cinereus
- Альципа-крихітка білоброва, Schoeniparus castaneceps
- Альципа рудовола, Schoeniparus rufogularis
- Альципа рудоголова, Schoeniparus brunneus
- Альципа мала, Schoeniparus dubius
- Баблер рудоголовий, Pellorneum ruficeps
- Баблер білочеревий, Pellorneum albiventre
- Баблер вохристий, Pellorneum tickelli
- Турдинула світлоброва, Napothera epilepidota
- Баблер наунгмунзький, Napothera naungmungensis (A)
- Баблер довгодзьобий, Napothera malacoptila
- Gypsophila annamensis
- Турдинула короткохвоста, Gypsophila brevicaudata
- Кущавниця болотяна, Graminicola striatus

Родина: Alcippeidae
- Альципа сіроголова, Alcippe poioicephala
- Альципа юнанська, Alcippe fratercula
- Альципа китайська, Alcippe davidi
- Альципа мандаринська, Alcippe hueti (Е)
- Альципа непальська, Alcippe nipalensis

Родина: Leiothrichidae

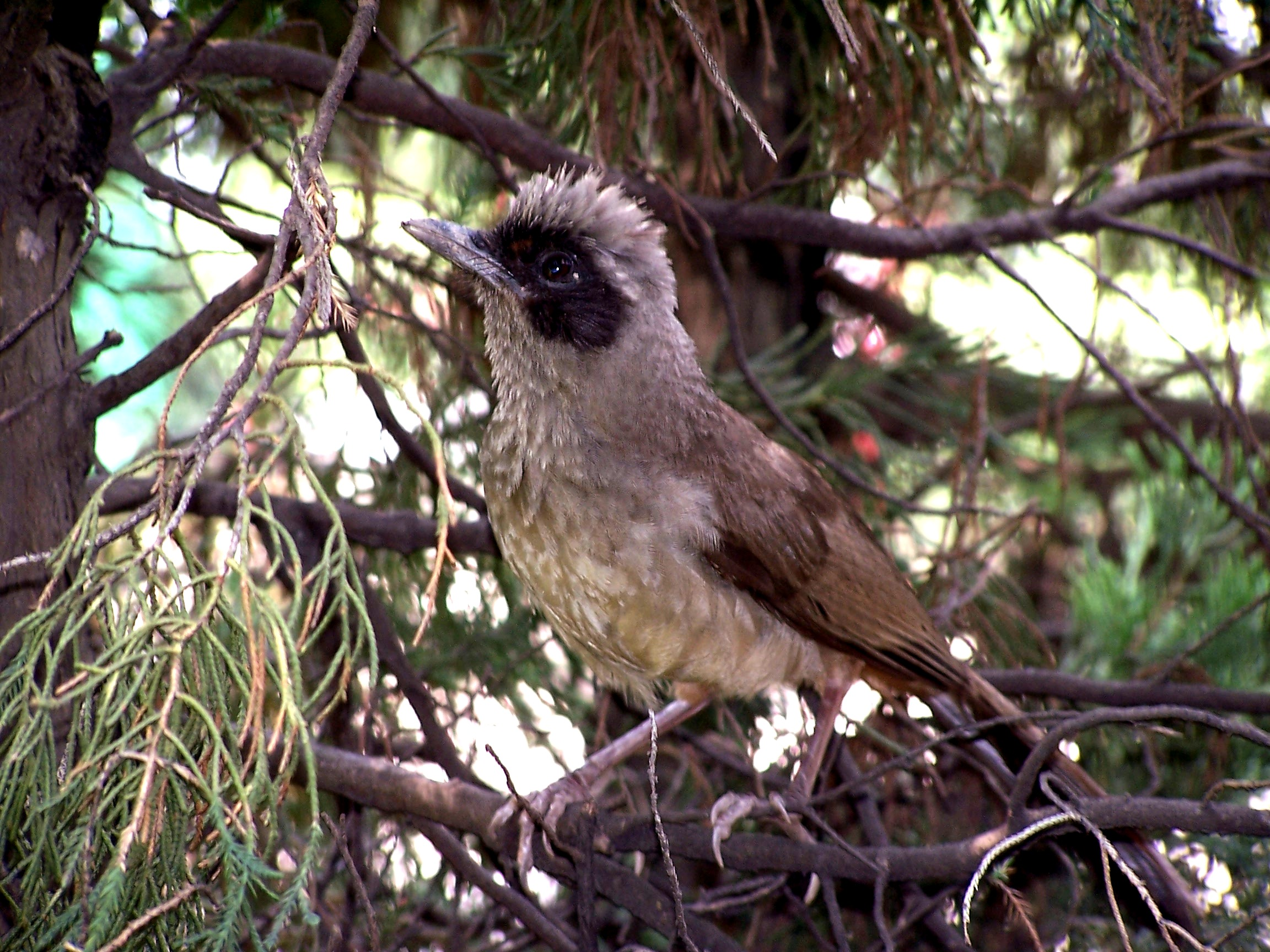
Чагарниця маскова (Pterorhinus perspicillatus)

- Чагарниця гірська, Grammatoptila striata
- Кутія гімалайська, Cutia nipalensis
- Чагарниця чубата, Garrulax leucolophus
- Чагарниця горжеткова, Garrulax monileger
- Чагарниця рудоголова, Garrulax strepitans
- Чагарниця сіра, Garrulax maesi
- Чагарниця темна, Garrulax castanotis
- Чагарниця смугастовола, Garrulax merulinus
- Гуамея світлоока, Garrulax canorus
- Чагарниця гансуйська, Ianthocincla sukatschewi (E)
- Чагарниця вусата, Ianthocincla cineracea
- Чагарниця рудогорла, Ianthocincla rufogularis (A)
- Чагарниця лісова, Ianthocincla ocellata
- Чагарниця смугастобока, Ianthocincla lunulata (E)
- Чагарниця сичуанська, Ianthocincla bieti (E)
- Чагарниця велика, Ianthocincla maxima (E)
- Чагарниця пекторалова, Pterorhinus pectoralis
- Чагарниця білогорла, Pterorhinus albogularis
- Тимельовець гімалайський, Pterorhinus ruficollis
- Тимельовець китайський, Pterorhinus chinensis
- Тимельовець синьоголовий, Pterorhinus courtoisi (E)
- Тимельовець бутанський, Pterorhinus gularis (A)
- Чагарниця монгольська, Pterorhinus davidi (E)
- Тимельовець білочеревий, Pterorhinus caerulatus
- Тимельовець іржастий, Pterorhinus berthemyi (E)
- Чагарниця білоброва, Pterorhinus sannio
- Чагарниця маскова, Pterorhinus perspicillatus
- Бабакс китайський, Pterorhinus lanceolatus
- Бабакс великий, Pterorhinus waddelli
- Бабакс рудий, Pterorhinus koslowi (E)
- Чагарниця темноброва, Trochalopteron lineatum
- Чагарниця бутанська, Trochalopteron imbricatum
- Чагарниця золотокрила, Trochalopteron subunicolor
- Чагарниця сизокрила, Trochalopteron squamatum
- Чагарниця жовтокрила, Trochalopteron elliotii
- Чагарниця чорнохвоста, Trochalopteron variegatum (A)
- Чагарниця бурощока, Trochalopteron henrici
- Чагарниця чорнощока, Trochalopteron affine
- Чагарниця іржастоголова, Trochalopteron erythrocephalum
- Чагарниця плямистоплеча, Trochalopteron chrysopterum
- Чагарниця оливкова, Trochalopteron melanostigma
- Чагарниця червонокрила, Trochalopteron formosum
- Чагарниця рудохвоста, Trochalopteron milnei
- Джоя руда, Heterophasia capistrata
- Джоя сіра, Heterophasia gracilis
- Джоя білочерева, Heterophasia melanoleuca
- Джоя чорноголова, Heterophasia desgodinsi
- Джоя сиза, Heterophasia pulchella
- Сибія довгохвоста, Heterophasia picaoides
- Мезія сріблястощока, Leiothrix argentauris
- Мезія жовтогорла, Leiothrix lutea
- Мінла рудохвоста, Minla ignotincta
- Джоя рудоспинна, Leioptila annectens
- Мінла омейська, Liocichla omeiensis (E)
- Мінла карміновокрила, Liocichla phoenicea
- Мінла сіроголова, Liocichla ripponi
- Сибія непальська, Actinodura nipalensis
- Сибія юнанська, Actinodura waldeni
- Сибія велика, Actinodura souliei
- Сибія рудолоба, Actinodura egertoni
- Сибія бірманська, Actinodura ramsayi
- Сіва, Actinodura cyanouroptera
- Мінла рудоголова, Actinodura strigula

Родина: Золотомушкові (Regulidae)
- Золотомушка жовточуба, Regulus regulus

Родина: Стінолазові (Tichodromidae)
- Стінолаз, Tichodroma muraria

Родина: Повзикові (Sittidae)
- Повзик іржастий, Sitta castanea
- Повзик бірманський, Sitta neglecta
- Повзик звичайний, Sitta europaea
- Повзик тибетський, Sitta nagaensis
- Повзик гімалайський, Sitta himalayensis
- Повзик чорноголовий, Sitta przewalskii (E)
- Повзик китайський, Sitta villosa
- Повзик юннанський, Sitta yunnanensis (E)
- Повзик червонодзьобий, Sitta frontalis
- Повзик жовтодзьобий, Sitta solangiae
- Повзик гігантський, Sitta magna
- Повзик-білозір, Sitta formosa

Родина: Підкоришникові (Certhiidae)
- Підкоришник звичайний, Certhia familiaris
- Підкоришник високогірний, Certhia hodgsoni
- Підкоришник сичуанський, Certhia tianquanensis (E)
- Підкоришник гімалайський, Certhia himalayana
- Підкоришник непальський, Certhia nipalensis
- Підкоришник вохристий, Certhia discolor
- Підкоришник маніпурський, Certhia manipurensis

Родина: Воловоочкові (Troglodytidae)
- Волове очко, Troglodytes troglodytes

Родина: Elachuridae
- Баблер-рихтарик плямистий, Elachura formosa

Родина: Пронуркові (Cinclidae)
- Пронурок біловолий, Cinclus cinclus
- Пронурок бурий, Cinclus pallasii

Родина: Шпакові (Sturnidae)
- Шпак-малюк філіпінський, Aplonis panayensis (A)
- Майна золоточуба, Ampeliceps coronatus
- Gracula religiosa
- Шпак звичайний, Sturnus vulgaris
- Шпак рожевий, Pastor roseus
- Шпак даурський, Agropsar sturninus
- Шпак японський, Agropsar philippensis
- Шпак чорношиїй, Gracupica nigricollis
- Шпак строкатий, Gracupica contra
- Шпачок китайський, Sturnia sinensis
- Шпачок брамінський, Sturnia pagodarum (A)
- Шпачок сіроголовий, Sturnia malabarica
- Шпак червонодзьобий, Spodiopsar sericeus
- Шпак сірий, Spodiopsar cineraceus
- Майна індійська, Acridotheres tristis
- Майна берегова, Acridotheres ginginianus (A)
- Майна бірманська, Acridotheres burmannicus
- Майна юнанська, Acridotheres albocinctus
- Майна велика, Acridotheres grandis
- Майна чубата, Acridotheres cristatellus
- Мерл азійський, Saroglossa spilopterus (A)

Родина: Дроздові (Turdidae)
- Лазурець, Grandala coelicolor
- Квічаль довгохвостий, Zoothera dixoni
- Квічаль гімалайський, Zoothera mollissima
- Квічаль тибетський, Zoothera salimalii
- Квічаль сичуанський, Zoothera griseiceps
- Квічаль довгодзьобий, Zoothera marginata
- Квічаль гірський, Zoothera monticola (A)
- Квічаль тайговий, Zoothera aurea
- Квічаль строкатий, Zoothera dauma
- Кохоа пурпуровий, Cochoa purpurea
- Кохоа зелений, Cochoa viridis
- Квічаль сибірський, Geokichla sibirica
- Квічаль вогнистоголовий, Geokichla citrina
- Дрізд китайський, Turdus mupinensis
- Дрізд-омелюх, Turdus viscivorus
- Дрізд співочий, Turdus philomelos
- Дрізд білобровий, Turdus iliacus
- Дрізд чорний, Turdus merula
- Дрізд мандаринський, Turdus mandarinus
- Дрізд сірокрилий, Turdus boulboul
- Дрізд білочеревий, Turdus cardis
- Дрізд сизий, Turdus hortulorum
- Дрізд індійський, Turdus unicolor
- Дрізд індокитайський, Turdus dissimilis
- Дрізд буроголовий, Turdus feae
- Дрізд вузькобровий, Turdus obscurus
- Дрізд золотистий, Turdus chrysolaus
- Дрізд блідий, Turdus pallidus
- Дрізд рододендровий, Turdus kessleri
- Дрізд тибетський, Turdus maximus
- Чикотень, Turdus pilaris
- Дрізд гімалайський, Turdus albocinctus
- Дрізд каштановий, Turdus rubrocanus
- Дрізд чорноволий, Turdus atrogularis
- Дрізд рудоволий, Turdus ruficollis
- Дрізд Наумана, Turdus naumanni
- Дрізд темний, Turdus eunomus

Родина: Мухоловкові (Muscicapidae)
- Мухоловка далекосхідна, Muscicapa griseisticta
- Мухоловка сибірська, Muscicapa sibirica
- Мухоловка руда, Muscicapa ferruginea
- Мухоловка бура, Muscicapa dauurica
- Мухоловка бамбукова, Muscicapa muttui
- Мухоловка сіра, Muscicapa striata
- Соловейко рудохвостий, Cercotrichas galactotes
- Шама індійська, Copsychus saularis
- Шама білогуза, Copsychus malabaricus
- Мухоловка діамантова, Anthipes monileger
- Нільтава білохвоста, Leucoptilon concretum
- Нільтава темновола, Cyornis hainanus
- Нільтава бліда, Cyornis poliogenys
- Нільтава лазурова, Cyornis unicolor
- Нільтава китайська, Cyornis glaucicomans
- Нільтава синьоголова, Cyornis rubeculoides
- Нільтава таїландська, Cyornis whitei
- Нільтава вохристовола, Cyornis tickelliae
- Джунглівниця північна, Cyornis brunneatus
- Нільтава велика, Niltava grandis
- Нільтава мала, Niltava macgrigoriae
- Нільтава чорногорла, Niltava davidi
- Нільтава рудочерева, Niltava sundara
- Niltava oatesi
- Мухоловка синя, Cyanoptila cyanomelana
- Мухоловка маньчжурська, Cyanoptila cumatilis
- Мухоловка бірюзова, Eumyias thalassinus
- Вільшанка, Erithacus rubecula
- Алікорто рудоспинний, Heteroxenicus stellatus
- Алікорто рудочеревий, Brachypteryx hyperythra
- Алікорто малий, Brachypteryx leucophris
- Алікорто індиговий, Brachypteryx cruralis
- Алікорто китайський, Brachypteryx sinensis (E)
- Соловейко-свистун, Larvivora sibilans
- Соловейко рудоголовий, Larvivora ruficeps
- Соловейко японський, Larvivora akahige
- Соловейко чорногорлий, Larvivora komadori
- Соловейко білобровий, Larvivora brunnea
- Соловейко синій, Larvivora cyane
- Соловейко західний, Luscinia megarhynchos
- Горихвістка короткокрила, Luscinia phaenicuroides
- Синьошийка, Luscinia svecica
- Аренга велика, Myophonus caeruleus
- Вилохвістка гірська, Enicurus scouleri
- Вилохвістка білочуба, Enicurus leschenaulti
- Вилохвістка плямиста, Enicurus maculatus
- Вилохвістка чорноспинна, Enicurus immaculatus
- Вилохвістка маскова, Enicurus schistaceus
- Соловейко вогнистогорлий, Calliope pectardens
- Соловейко строкатий, Calliope obscura
- Соловейко червоногорлий, Calliope calliope
- Соловейко білохвостий, Calliope pectoralis
- Соловейко біловусий, Calliope tschebaiewi
- Підпаленик білохвостий, Myiomela leucura
- Підпаленик синьолобий, Cinclidium frontale
- Синьохвіст тайговий, Tarsiger cyanurus
- Синьохвіст гімалайський, Tarsiger rufilatus
- Синьохвіст рудоволий, Tarsiger hyperythrus
- Синьохвіст білобровий, Tarsiger indicus
- Синьохвіст золотистий, Tarsiger chrysaeus
- Мухоловка даурська, Ficedula zanthopygia
- Мухоловка зеленоспинна, Ficedula elisae
- Мухоловка жовтоспинна, Ficedula narcissina
- Ficedula owstoni
- Мухоловка тайгова, Ficedula mugimaki
- Мухоловка соснова, Ficedula erithacus
- Мухоловка гімалайська, Ficedula tricolor
- Мухоловка білоброва, Ficedula hyperythra
- Нільтава-крихітка, Ficedula hodgsoni
- Мухоловка сірощока, Ficedula strophiata
- Мухоловка сапфірова, Ficedula sapphira
- Мухоловка широкоброва, Ficedula westermanni
- Мухоловка ультрамаринова, Ficedula superciliaris
- Мухоловка північна, Ficedula albicilla
- Мухоловка мала, Ficedula parva (A)
- Мухоловка строката, Ficedula hypoleuca (A)
- Горихвістка синьолоба, Phoenicurus frontalis
- Горихвістка сиза, Phoenicurus fuliginosus
- Горихвістка рудоспинна, Phoenicurus erythronotus
- Горихвістка водяна, Phoenicurus leucocephalus
- Горихвістка алашанська, Phoenicurus alaschanicus (E)
- Горихвістка синьоголова, Phoenicurus coeruleocephala
- Горихвістка звичайна, Phoenicurus phoenicurus
- Горихвістка китайська, Phoenicurus hodgsoni
- Горихвістка білосмуга, Phoenicurus schisticeps
- Горихвістка червоночерева, Phoenicurus erythrogastrus
- Горихвістка чорна, Phoenicurus ochruros
- Горихвістка сибірська, Phoenicurus auroreus
- Скеляр рудочеревий, Monticola rufiventris
- Скеляр білогорлий, Monticola gularis
- Скеляр строкатий, Monticola saxatilis
- Скеляр синій, Monticola solitarius
- Трав'янка велика, Saxicola insignis
- Saxicola maurus
- Saxicola stejnegeri
- Трав'янка чорна, Saxicola caprata
- Трав'янка строката, Saxicola jerdoni
- Трав'янка сіра, Saxicola ferreus
- Кам'янка звичайна, Oenanthe oenanthe
- Кам'янка попеляста, Oenanthe isabellina
- Кам'янка пустельна, Oenanthe deserti
- Кам'янка лиса, Oenanthe pleschanka
- Кам'янка строката, Oenanthe melanoleuca (A)
- Oenanthe picata

Родина: Омелюхові (Bombycillidae)
- Омелюх звичайний, Bombycilla garrulus
- Омелюх східноазійський, Bombycilla japonica

Родина: Квіткоїдові (Dicaeidae)
- Квіткоїд товстодзьобий, Dicaeum agile
- Квіткоїд смугастогрудий, Dicaeum chrysorrheum
- Квіткоїд жовточеревий, Dicaeum melanozanthum
- Квіткоїд індокитайський, Dicaeum minullum
- Квіткоїд червоноволий, Dicaeum ignipectus
- Квіткоїд червоний, Dicaeum cruentatum

Родина: Нектаркові (Nectariniidae)
- Саїманга червонощока, Chalcoparia singalensis
- Саїманга жовточерева, Anthreptes malacensis (A)
- Маріка пурпурова, Cinnyris asiaticus
- Маріка жовточерева, Cinnyris jugularis
- Сіпарая гімалайська, Aethopyga ignicauda
- Сіпарая чорногруда, Aethopyga saturata
- Сіпарая жовточерева, Aethopyga gouldiae
- Сіпарая непальська, Aethopyga nipalensis
- Сіпарая червона, Aethopyga siparaja
- Сіпарая хайнанська, Aethopyga christinae
- Нектарка смугастовола, Hypogramma hypogrammicum
- Павуколов малий, Arachnothera longirostra
- Павуколов смугастий, Arachnothera magna

Родина: Іренові (Irenidae)
- Ірена блакитна, Irena puella

Родина: Зеленчикові (Chloropseidae)
- Зеленчик синьокрилий, Chloropsis cochinchinensis
- Зеленчик золотолобий, Chloropsis aurifrons
- Зеленчик золоточеревий, Chloropsis hardwickii

Родина: Urocynchramidae
- Чечевиця гірська, Urocynchramus pylzowi (E)

Родина: Ткачикові (Ploceidae)
- Ткачик смугастий, Ploceus manyar
- Бая, Ploceus philippinus

Родина: Астрильдові (Estrildidae)
- Бенгалик червоний, Amandava amandava
- Папужник довгохвостий, Erythrura prasina (A)
- Мунія гострохвоста, Lonchura striata
- Мунія іржаста, Lonchura punctulata
- Мунія чорноголова, Lonchura atricapilla
- Рисівка яванська, Padda oryzivora (I)

Родина: Тинівкові (Prunellidae)
- Тинівка альпійська, Prunella collaris
- Тинівка гімалайська, Prunella himalayana
- Тинівка рудовола, Prunella rubeculoides
- Тинівка рудоброва, Prunella strophiata
- Тинівка сибірська, Prunella montanella
- Тинівка бліда, Prunella fulvescens
- Тинівка чорногорла, Prunella atrogularis
- Тинівка монгольська, Prunella koslowi
- Тинівка тибетська, Prunella immaculata

Родина: Горобцеві (Passeridae)
- Горобець саксауловий, Passer ammodendri
- Горобець хатній, Passer domesticus
- Горобець чорногрудий, Passer hispaniolensis
- Горобець рудий, Passer cinnamomeus
- Горобець польовий, Passer montanus
- Горобець скельний, Petronia petronia
- В'юрок сніговий, Montifringilla nivalis
- Горобець тибетський, Montifringilla henrici
- Горобець чорнокрилий, Montifringilla adamsi
- Ніверол білогузий, Montifringilla taczanowskii
- Ніверол монгольський, Montifringilla davidiana
- Ніверол рудошиїй, Montifringilla ruficollis
- Ніверол високогірний, Montifringilla blanfordi

Родина: Плискові (Motacillidae)
- Плиска деревна, Dendronanthus indicus
- Плиска гірська, Motacilla cinerea
- Плиска жовта, Motacilla flava
- Плиска аляскинська, Motacilla tschutschensis
- Плиска жовтоголова, Motacilla citreola
- Плиска білоброва, Motacilla maderaspatensis (A)
- Плиска японська, Motacilla grandis (A)
- Плиска біла, Motacilla alba
- Щеврик азійський, Anthus richardi
- Щеврик іржастий, Anthus rufulus
- Щеврик забайкальський, Anthus godlewskii
- Щеврик польовий, Anthus campestris
- Щеврик гімалайський, Anthus sylvanus
- Щеврик лучний, Anthus pratensis
- Щеврик рожевий, Anthus roseatus
- Щеврик лісовий, Anthus trivialis
- Щеврик оливковий, Anthus hodgsoni
- Щеврик сибірський, Anthus gustavi
- Щеврик червоногрудий, Anthus cervinus
- Щеврик гірський, Anthus spinoletta
- Щеврик американський, Anthus rubescens

Родина: В'юркові (Fringillidae)
- Зяблик звичайний, Fringilla coelebs
- В'юрок, Fringilla montifringilla
- Коструба пекторалова, Mycerobas affinis
- Коструба плямистокрила, Mycerobas melanozanthos
- Коструба арчева, Mycerobas carnipes
- Костогриз звичайний, Coccothraustes coccothraustes
- Костар малий, Eophona migratoria
- Костар великий, Eophona personata
- Чечевиця звичайна, Carpodacus erythrinus
- Смеречник вогнистий, Carpodacus sipahi
- Чечевиця арчева, Carpodacus rhodochlamys
- Чечевиця гімалайська, Carpodacus pulcherrimus
- Чечевиця чагарникова, Carpodacus davidianus (E)
- Чечевиця рожевогуза, Carpodacus waltoni (E)
- Чечевиця рожевогорла, Carpodacus edwardsii
- Чечевиця червоноброва, Carpodacus rodochroa
- Чечевиця рубінова, Carpodacus rodopeplus
- Чечевиця широкоброва, Carpodacus verreauxii
- Чечевиця вишнева, Carpodacus vinaceus
- Чечевиця синьцзянська, Carpodacus stoliczkae
- Чечевиця тибетська, Carpodacus roborowskii (E)
- Катуньчик тибетський, Carpodacus sillemi (E)
- Чечевиця високогірна, Carpodacus rubicilloides
- Чечевиця велика, Carpodacus rubicilla
- Урагус, Carpodacus sibiricus
- Carpodacus lepidus (E)
- Чечевиця червоногорла, Carpodacus puniceus
- Смеречник гімалайський, Carpodacus subhimachalus
- Чечевиця сибірська, Carpodacus roseus
- Чечевиця темнощока, Carpodacus trifasciatus
- Чечевиця білоброва, Carpodacus thura
- Чечевиця білолоба, Carpodacus dubius
- Смеречник тайговий, Pinicola enucleator
- Pyrrhula nipalensis
- Pyrrhula erythrocephala
- Снігур сіроголовий, Pyrrhula erythaca
- Снігур звичайний, Pyrrhula pyrrhula
- Чечевичник малиновокрилий, Rhodopechys sanguineus
- Снігар монгольський, Bucanetes mongolicus
- Чечевиця китайська, Agraphospiza rubescens
- Кіпаль золотоголовий, Pyrrhoplectes epauletta
- Procarduelis nipalensis
- Катуньчик арчевий, Leucosticte nemoricola
- Катуньчик перлистий, Leucosticte brandti
- Катуньчик сибірський, Leucosticte arctoa
- Rhodospiza obsoleta
- Chloris sinica
- Chloris spinoides
- Зеленяк чорноголовий, Chloris ambigua
- Чечітка гірська, Linaria flavirostris
- Коноплянка, Linaria cannabina
- Чечітка звичайна, Acanthis flammea
- Чечітка біла, Acanthis hornemanni
- Шишкар ялиновий, Loxia curvirostra
- Шишкар білокрилий, Loxia leucoptera
- Щиглик звичайний, Carduelis carduelis
- Щедрик королівський, Serinus pusillus
- Spinus thibetanus
- Чиж лісовий, Spinus spinus

Родина: Calcariidae
- Подорожник лапландський, Calcarius lapponicus
- Пуночка снігова, Plectrophenax nivalis

Родина: Вівсянкові (Emberizidae)
- Вівсянка чубата, Emberiza lathami
- Вівсянка чорноголова, Emberiza melanocephala (A)
- Вівсянка рудоголова, Emberiza bruniceps
- Просянка, Emberiza calandra
- Вівсянка сіроголова, Emberiza fucata
- Вівсянка тибетська, Emberiza koslowi (E)
- Вівсянка манджурська, Emberiza jankowskii
- Вівсянка гірська, Emberiza cia
- Вівсянка східна, Emberiza godlewskii
- Вівсянка чорновуса, Emberiza cioides
- Вівсянка сріблистоголова, Emberiza stewarti (A)
- Вівсянка звичайна, Emberiza citrinella
- Вівсянка білоголова, Emberiza leucocephalos
- Вівсянка скельна, Emberiza buchanani
- Вівсянка садова, Emberiza hortulana
- Латухія, Emberiza siemsseni (E)
- Вівсянка жовтогорла, Emberiza elegans
- Вівсянка рудошия, Emberiza yessoensis
- Вівсянка полярна, Emberiza pallasi
- Вівсянка очеретяна, Emberiza schoeniclus
- Вівсянка лучна, Emberiza aureola
- Вівсянка-крихітка, Emberiza pusilla
- Вівсянка-ремез, Emberiza rustica
- Вівсянка японська, Emberiza sulphurata
- Вівсянка сибірська, Emberiza spodocephala
- Вівсянка руда, Emberiza rutila
- Вівсянка жовтоброва, Emberiza chrysophrys
- Вівсянка тайгова, Emberiza tristrami
- Вівсянка сиза, Emberiza variabilis (A)

Родина: Passerellidae
- Бруант білобровий, Zonotrichia leucophrys (A)